# Entretenimiento

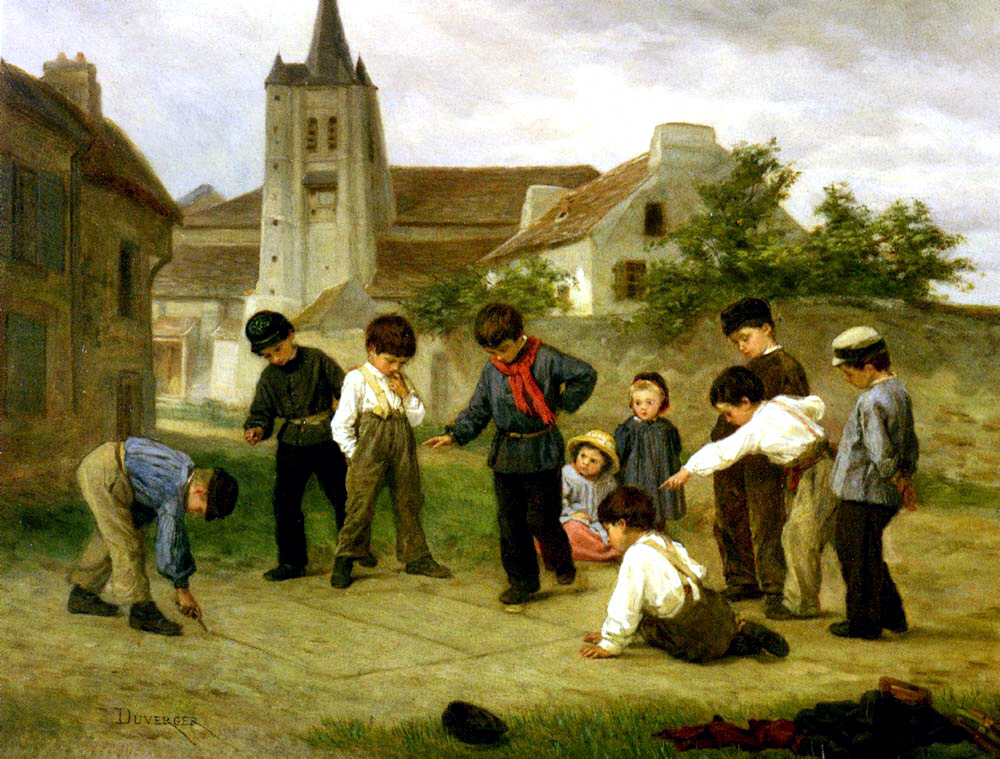
Rayuela, pintura de Théophile Emmanuel Duverger

Entretenimiento o entretención es cualquier actividad que permite a los seres humanos emplear su tiempo libre para divertirse o recrear su ánimo con una distracción, evitando el aburrimiento y evadiéndose temporalmente de sus preocupaciones, alegrándose o deleitándose; por ejemplo, jugando o leyendo.
El entretenimiento forma parte de la amplia familia del ocio; de modo que con la denominada "cultura del ocio" se ha convertido en un sector floreciente de la actividad económica (los parques temáticos y de atracciones, los medios de comunicación y las industrias del cine, la música, los videojuegos y el deporte, etc.) Uno de su aspectos se denomina "industria del entretenimiento" o "negocio del espectáculo" (del inglés show business): la "farándula".
No obstante, no es únicamente propio de las sociedades actuales, como tampoco lo es su utilización por los poderes contemporáneos y su percepción crítica: tal era el sentido de la expresión romana panem et circenses y la española "pan y toros".
Otras actividades hasta cierto punto similares no se consideran entretenimiento, como las ceremonias públicas (religiosas, militares o civiles), las devociones privadas o el voluntariado.

Antes es la obligación que la devoción

El entretenimiento colectivo tiene como requisito obtener y mantener la atención de una audiencia más o menos amplia. Las tres funciones clásicas de los medios de comunicación de masas eran "formar, informar y entretener".

Volando voy / Volando vengo / .... / Por el camino / yo me entretengo
Camarón de la Isla, Volando voy, La leyenda del tiempo, 1979

## Etimología
El término «entretenimiento» es de origen latino. Comenzó a utilizarse en Europa a finales del siglo XV en relación con la acción financiera de desviar bienes ajenos en beneficio propio. Con posterioridad, tal acepción dio paso a la de «desviar la atención» en general, asociándose luego a la idea de placer y de ocio.[cita requerida]

## Reflexión intelectual
La opinión tradicional solía considerar que entretenerse, divertirse o distraerse era, como las etimologías de estos términos indican, un desvío del recto camino y una ocasión para caer en toda clase de vicios (hijos de la ociosidad, como dice el tópico), aunque no son escasas las referencias a "entretenimients honestos" que se consideran adecuados para distintos tipos de personas. Por el contrario, el filósofo francés Blaise Pascal elaboró en 1662 un reputado estudio sobre el entretenimiento publicado en Pensées (1670), desarrollando la idea contradictoria de que es necesario que el hombre se distraiga y, por lo tanto, se aparte de lo esencial:
También Chesterton reivindica el entretenimiento al advertir que lo divertido no es lo contrario de lo serio, sino de lo aburrido. En realidad, puede que la cita sea esta, de 'On Mr. McCabe and a Divine Frivolity:
Otros textos de Chesterton sobre el tema: para el aburrimiento y los aburridos, A Defence of Bores, 1902; para la seriedad,Seriousness
A partir de la obra de Johan Huizinga Homo ludens (1938) cobra una mayor importancia la consideración de esta vertiente del ser humano, definiéndose incluso una denominación para el estudio de los juegos ("ludología").
La importancia y repercusiones del entretenimiento es objeto de la atención de distintas disciplinas académicas, como la pedagogía (ya Horacio proponía como método prodesse et delectare -"enseñar deleitando"-), la psicología
Desde una perspectiva psicológica, se insiste en la condición gratificante o amenizante del entretenimiento, al definirse su función como "la obtención de gratificación" (the attainment of gratification, también traducible como "satisfacción" o "recompensa". La definición académica de "graficación" solo incluye acepciones relacionadas con la recompensa o remuneración económica; en cambio, la de "gratificante" es "que proporciona satisfacción". La de "ameno" es "grato, placentero, deleitable" ; la de "grato" es "gustoso, agradable - gratuito, gracioso"  sin que se espere de él ningún otro beneficio mensurable, aunque se produzca en contextos en los que la actividad que ha proporcionado el entretenimiento sí pueda tener un interés derivado, como el deporte, las apuestas o la educación. La psicología del entretenimiento se aplica al marketing, la publicidad, los medios de comunicación o a la educación (infotainment, edutainment).

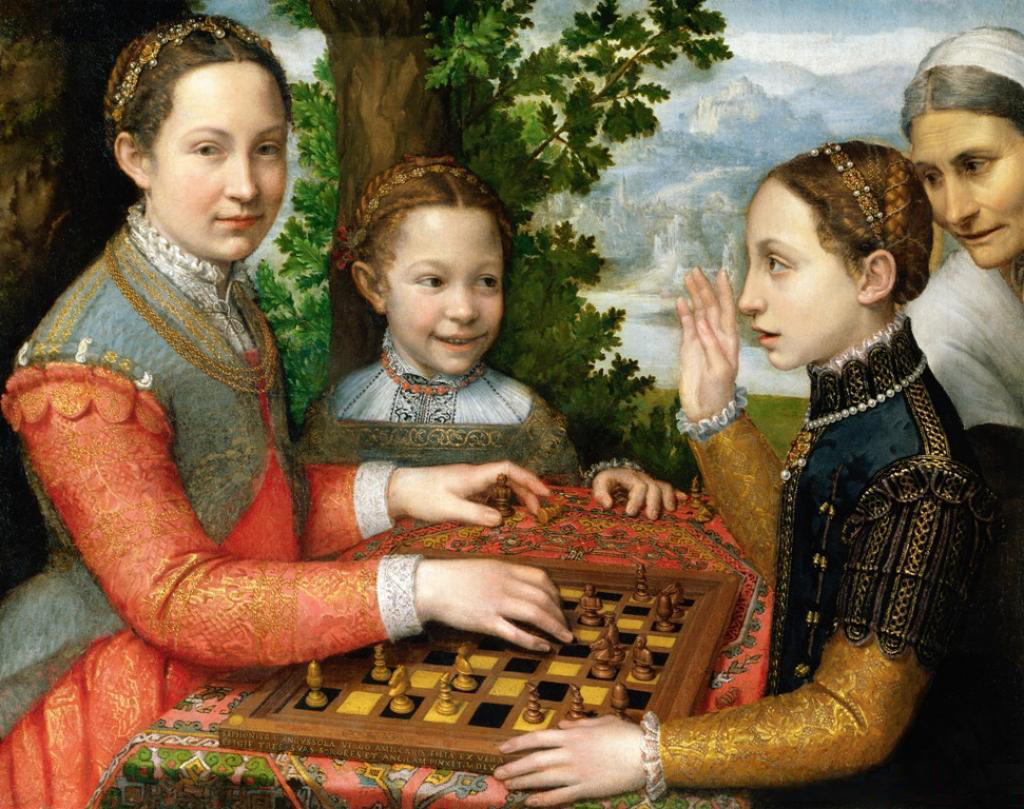
El juego de ajedrez, de Sofonisba Anguissola, 1555.
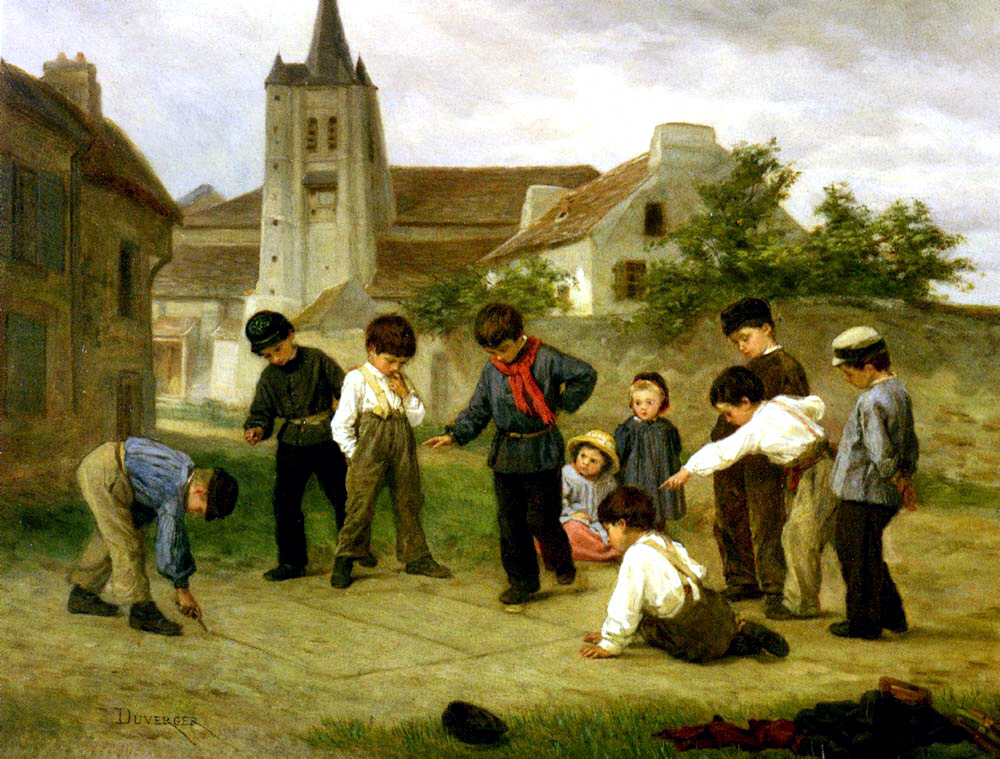
Rayuela, de Théophile Emmanuel Duverger, ca. 1901.
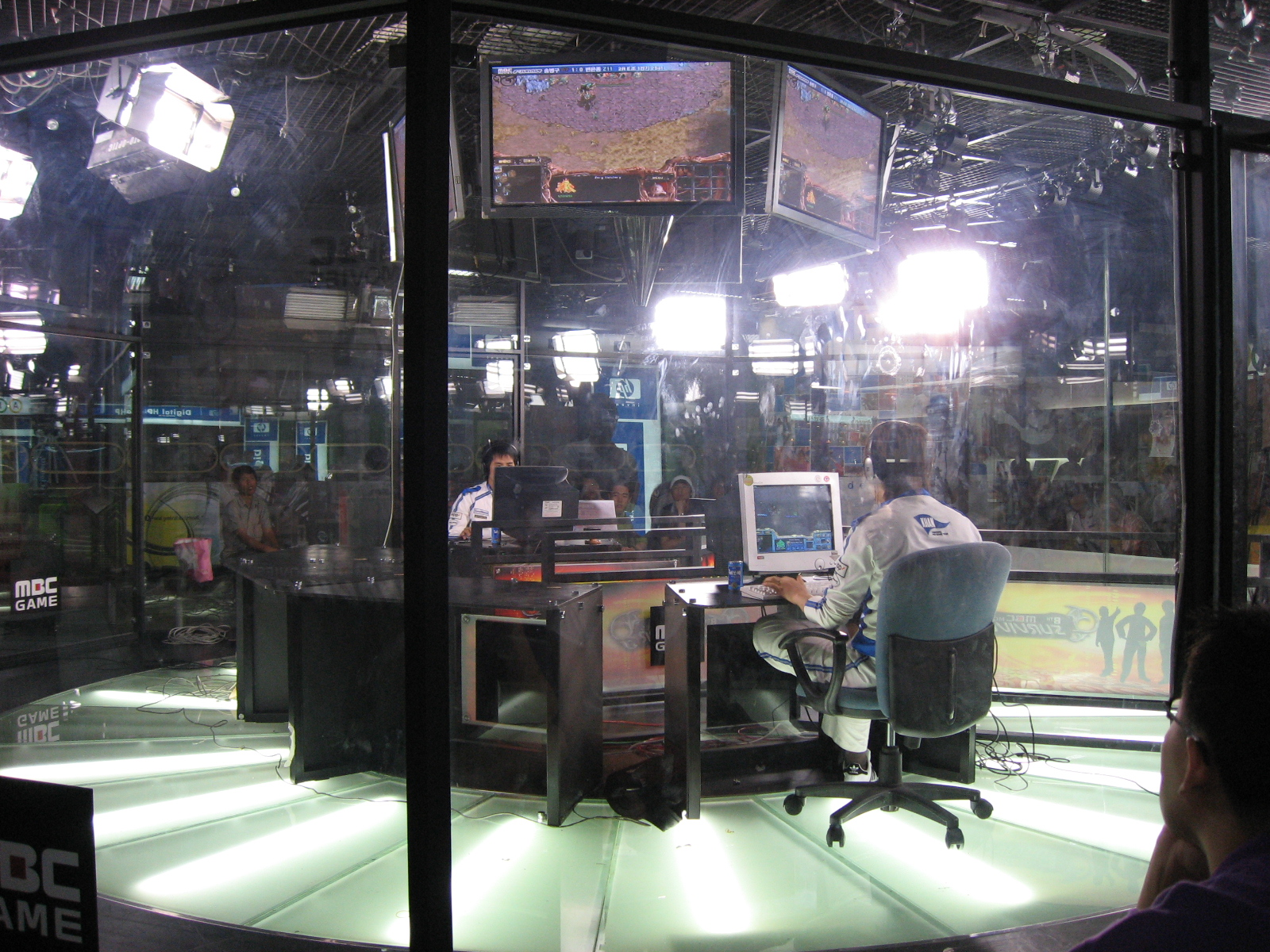
Retransmisión de un torneo de StarCraft, Corea del Sur, 2006.

## Reuniones sociales, visitas, citas, paseos y lugares de esparcimiento
Las reuniones que caracterizan la vida social tienen como una de sus funciones el entretenimiento. Aunque pueden limitarse a evitar la soledad y obtener el placer de la visita, la compañía y la conversación, es muy habitual que las reuniones se amenicen con música, baile, comida y bebida.
Son variadísimas las tipologías de establecimientos de hostelería y otros locales destinados al entretenimiento con o sin consumo de algún tipo de producto (tabernas, bodegas, bodegones y bodegoncillos de puntapié -el equivalente de los modernos food truck-, chigres, cervecerías, izakaya, botillerías, alojerías, heladerías, horchaterías, bares, bares de copas, pubs, cafeterías, salones de té, restaurantes, casinos, clubes sociales, etc.) que no tendrían sentido si no fuera por la concurrencia de clientela ("la parroquia").
De forma más o menos explícita, en las reuniones sociales es importante el planteamiento de relaciones interpersonales más o menos íntimas (amistad, ligue, cita romántica, cortejo, noviazgos, matrimonios), que cuando suponen una transacción económica esporádica se denominan prostitución (callejera o en prostíbulos). En la sociedad preindustrial el tiempo que no se dedicaba al trabajo se solía dedicar a las reuniones, bien en el seno de la familia, dentro de las casas, o bien en la calle (especialmente en los climas donde esto se favorece, como el mediterráneo): la fuente, el mercado, el ágora, el foro o la plaza eran lugares de reunión espontánea de todo tipo de gente, donde la mera concurrencia de personas producía el entretenimiento de enterarse de todo tipo de noticias y cotilleos (de los mentideros de Madrid "salían las nuevas antes que los sucesos") o simplemente el de "ver y dejarse ver": el "paseo", (con el mismo sentido, en algunas ciudades españolas e hispanoamericanas hay uso del concepto "tontódromo", mientras que en Hamburgo se denomina Jungfernstieg -"paseo de las jóvenes casaderas"-, y en las ciudades con fachada playera, paseo marítimo, malecón o costanera). 

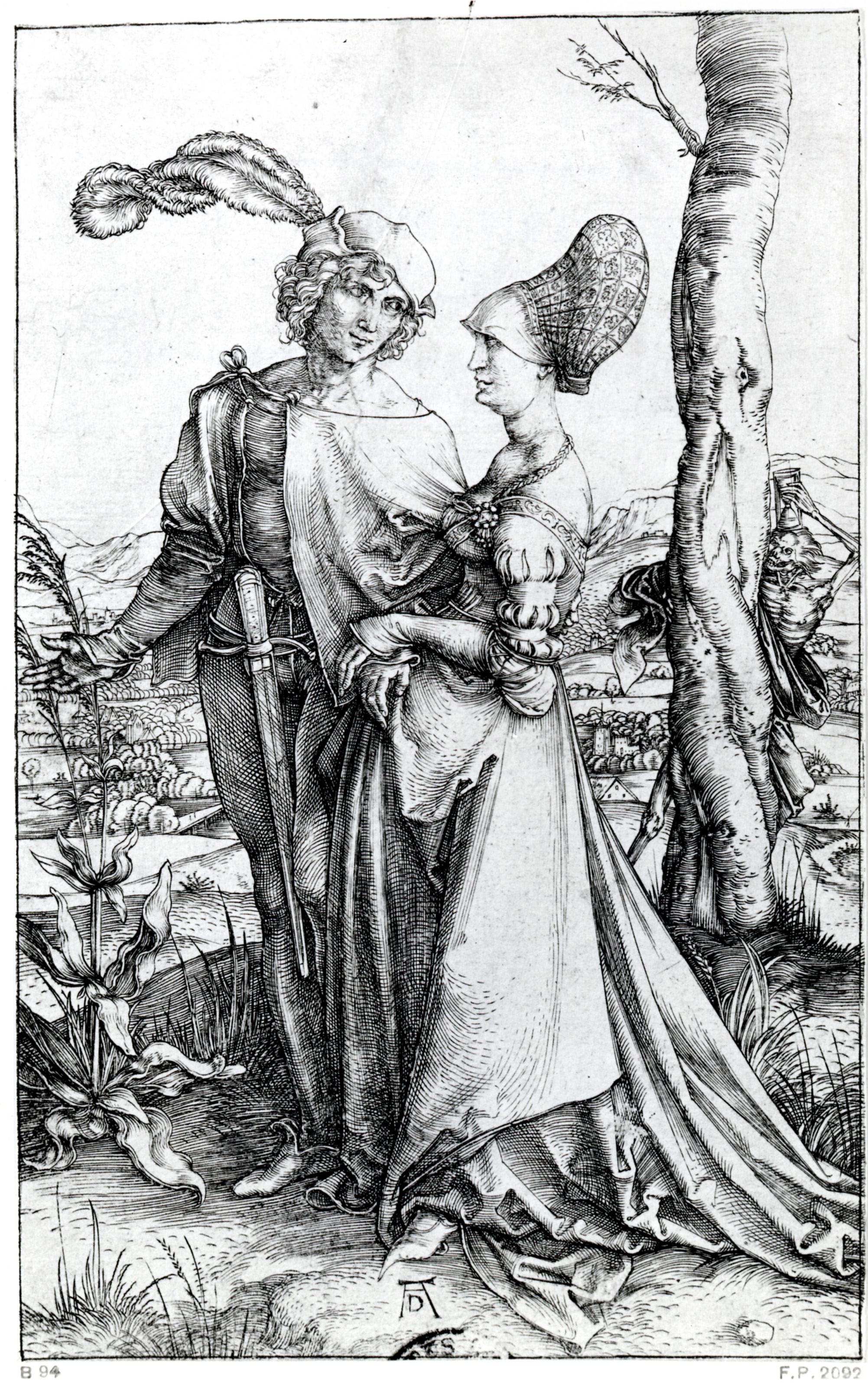
Joven pareja amenazada por la muerte o El paseo, de Alberto Durero, ca. 1498.
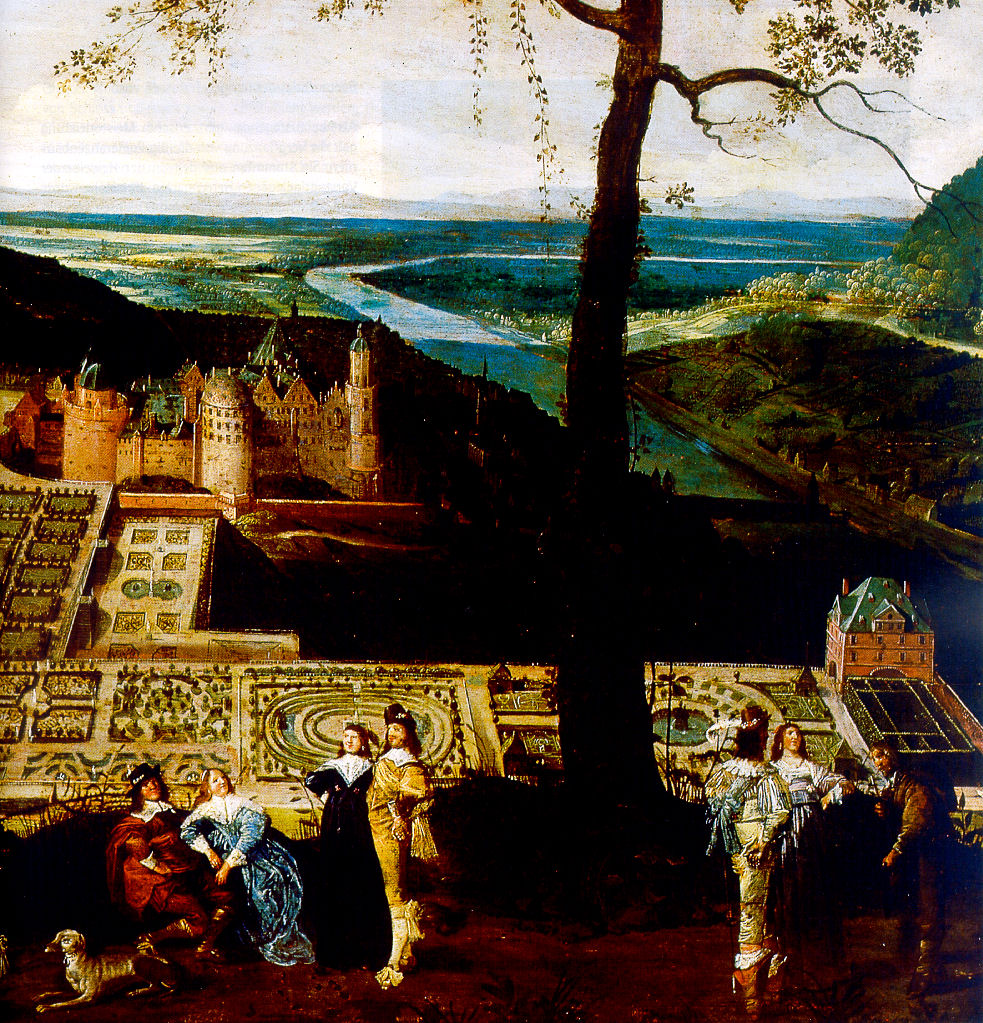
Hortus Palatinus de Heidelberg.
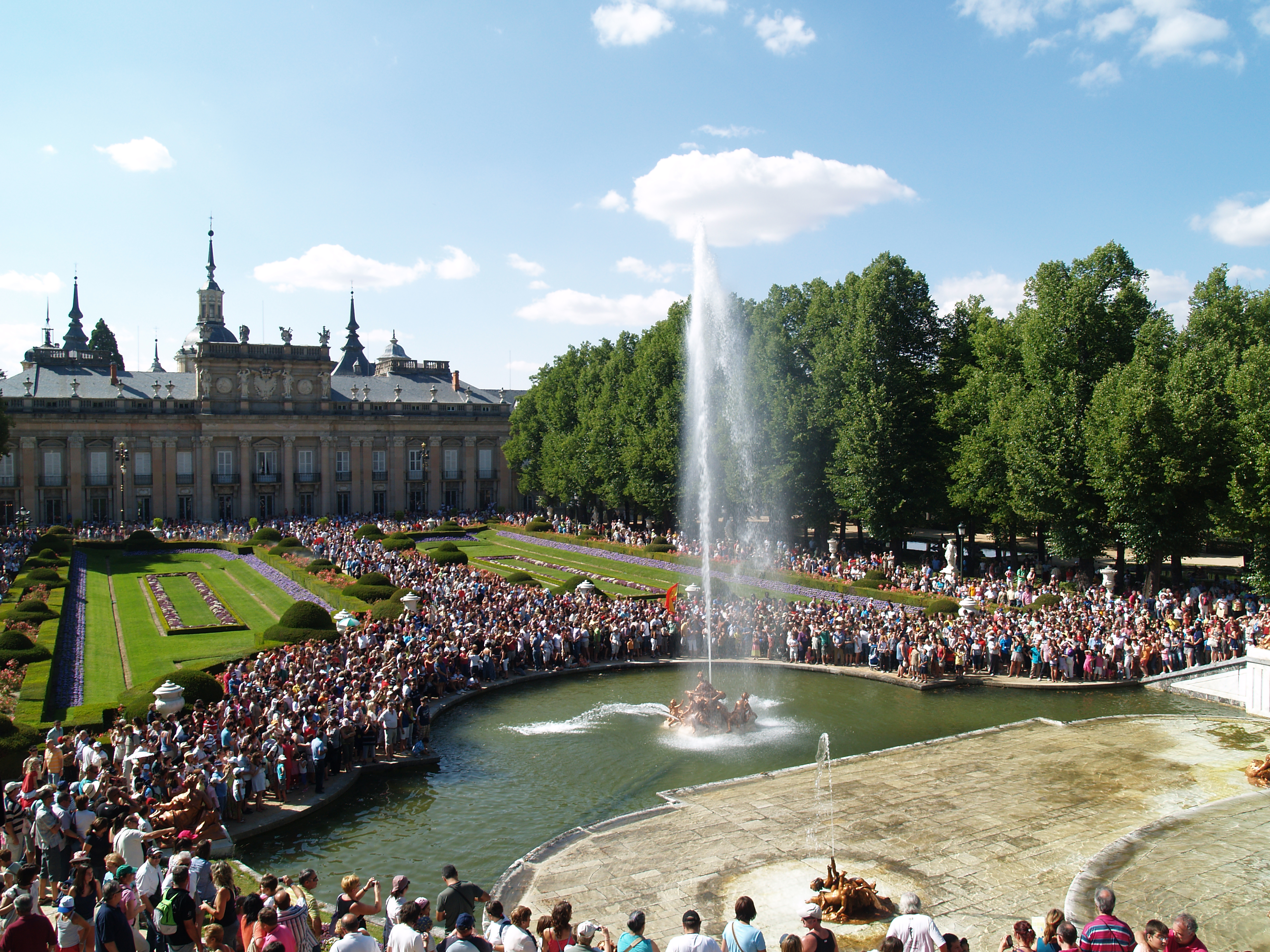
Palacio, jardines y fuentes de La Granja.
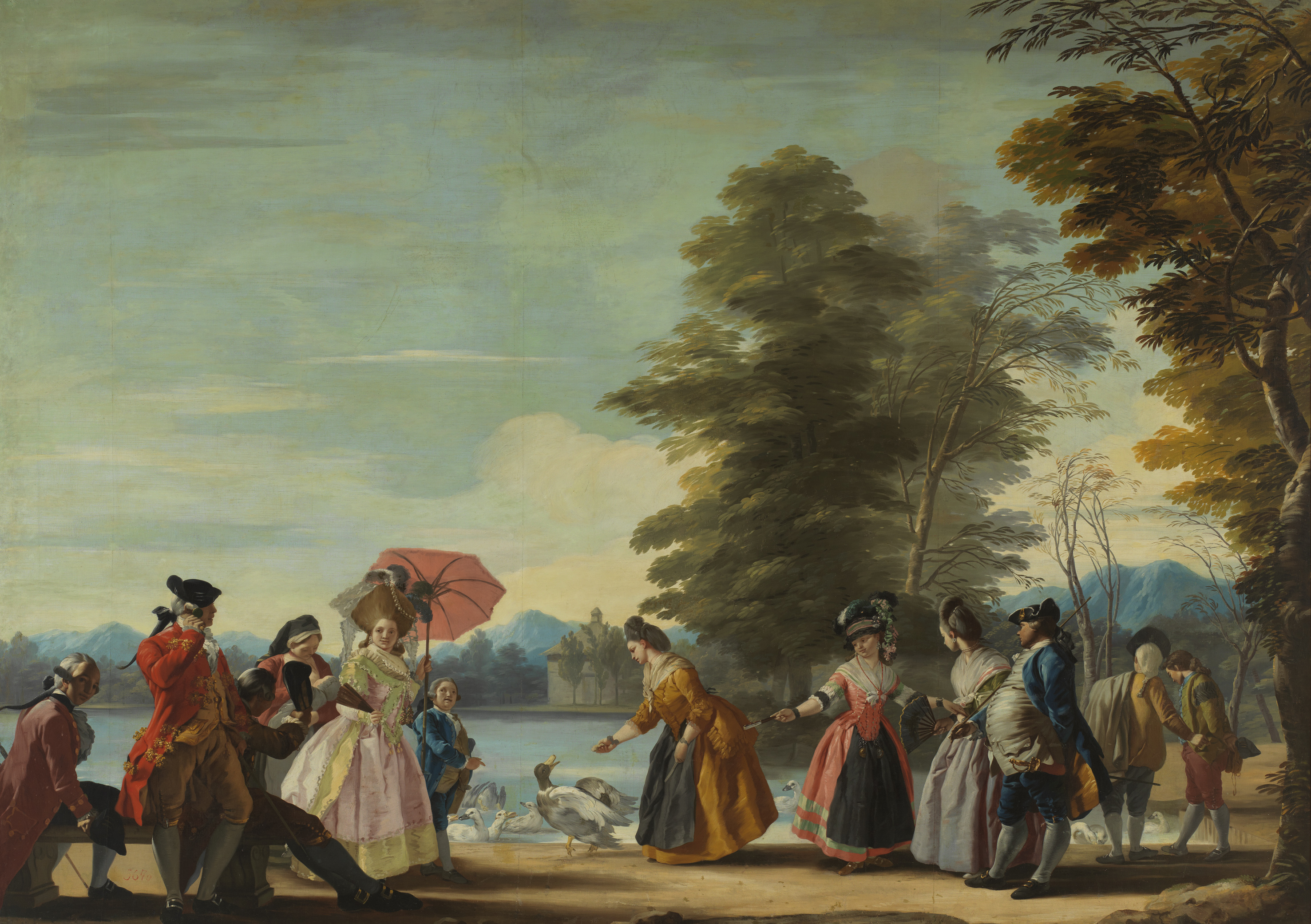
Un paseo a la orilla del Estanque del Retiro, de José del Castillo, segunda mitad del siglo XVIII. Del mismo autor, La naranjera y un majo junto a la Fuente del Abanico
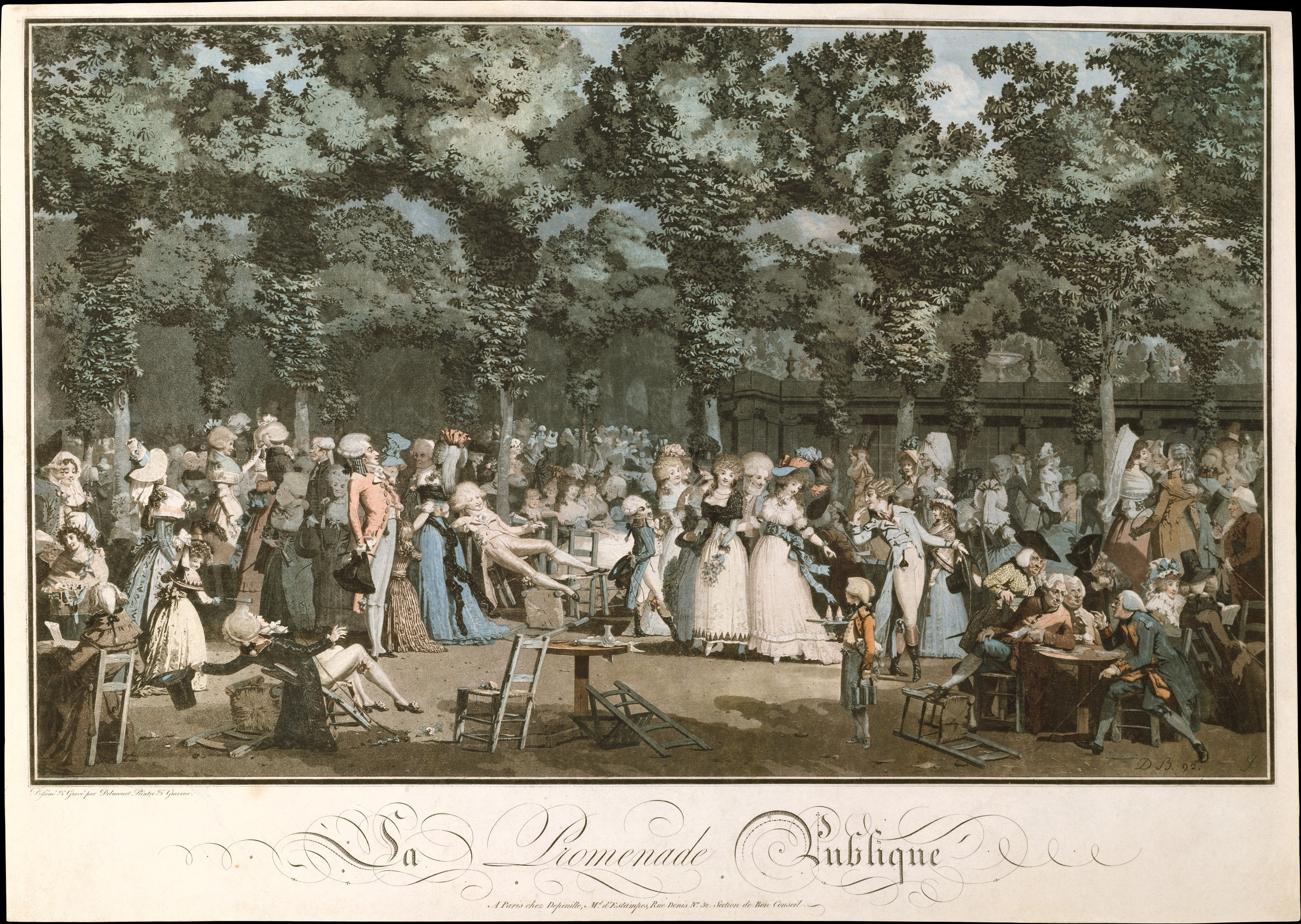
La promenade publique, de Philibert-Louis Debucourt, 1792.

En ocasiones las autoridades se veían obligadas a institucionalizarlo, reglamentando el sentido en el que los carruajes debían recorrer un circuito (Paseo del Prado de Madrid). El urbanismo barroco buscaba trazar avenidas con perspectivas; el urbanismo burgués del siglo XIX multiplicó los bulevares. Las cortes regias establecían los lugares de entretenimiento al aire libre, como el Parque del Retiro en la de Felipe IV o los jardines de Versalles en la de Luis XIV (uno de los muchos palacios construidos a su imitación por toda Europa llevó el inequívoco nombre de Sanssouci -"sin preocupaciones"-); además de los lugares reservados a espectáculos concretos (representaciones teatrales, autos de fe, corridas de toros, ejecuciones, etc.) Los parques urbanos y los entornos naturales más agradables son los lugares de esparcimiento más frecuentados, a veces como lugar para pasear (alamedas) tomar una comida o un refrigerio (merenderos). La idealización de tales entornos por los que desarrollaban cotidianamente una vida urbana proviene de la literatura clásica (tópico del beatus ille y el locus amoenus) y se imita en la moderna (literatura pastoril, género pictórico Fête galante, etc.).

### Locales de entretenimiento

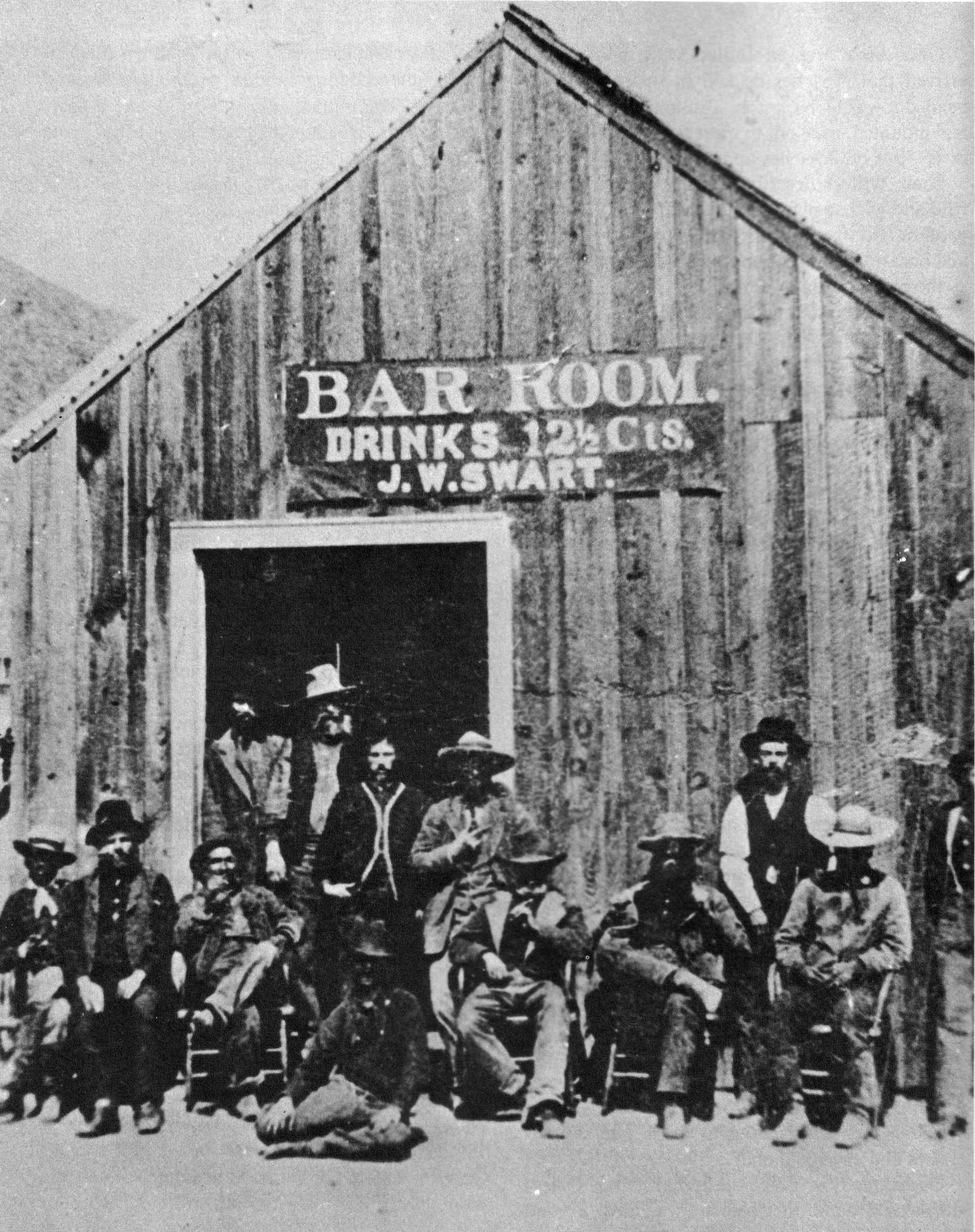
Un saloon del Oeste de Estados Unidos en 1885.

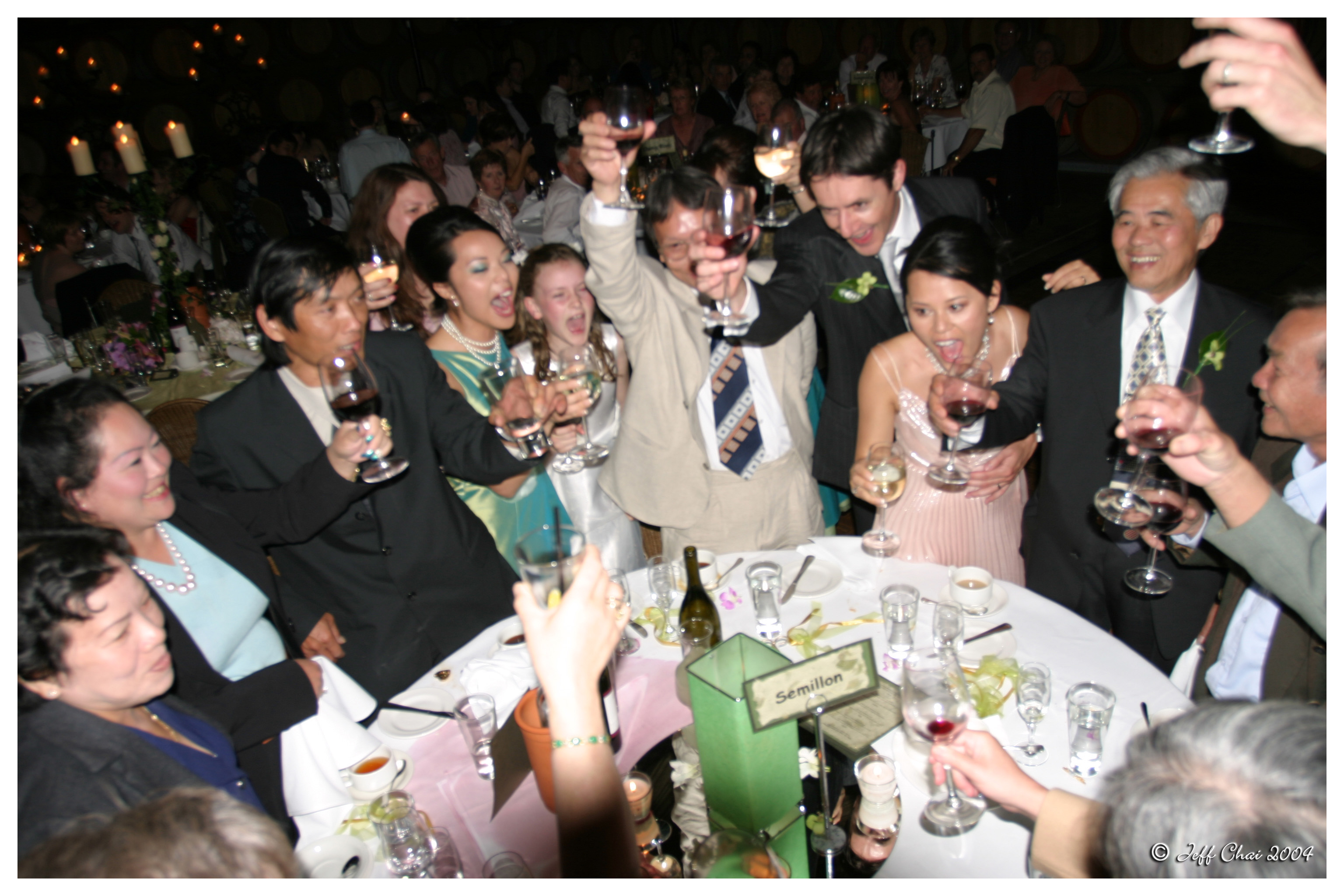
Celebración de una boda en un salón.

Campo semántico y acepciones pertinentes
- Fiesta, acto o conjunto de actos organizados para la diversión o disfrute de una colectividad - reunión de gente para celebrar algo o divertirse - diversión o regocijo - chanza, broma"; "regocijo", "de re- gozo e -ijo - alegría intensa o júbilo - acto con que se manifiesta la alegría.
- Sala de fiestas, "local de diversión donde se sirven bebidas, dotado generalmente de una pista de baile y en el que, normalmente, se exhibe un espectáculo"
- Juerga flamenca: "en Andalucía, reunión bulliciosa en la que se canta, se bebe y se baila flamenco"
- Banquete, "del francés banquet, y este del italiano banchetto, diminutivo de banco 'banco' - comida a que concurren muchas personas para celebrar algún acontecimiento - comida espléndida ... disfrutar ... ser muy divertido"
- Salón de banquetes
- Baile, "festejo en que se juntan varias personas para bailar - local o recinto público destinado a bailar"
- Baile de candil, "festejo o diversión en que la gente vulgar, o quienes querían imitarla, se regocijaban y alegraban"
- Café cantante, "establecimiento donde, además de servirse bebidas y otras consumiciones, se interpretan canciones de carácter frívolo o ligero"<
- Café teatro, "establecimiento donde, además de servirse bebidas y otras consumiciones, se representa una obra teatral corta"
- Cabaret, "local nocturno donde se bebe y se baila y en el que se ofrecen espectáculos de variedades"
- Discoteca, "local público donde sirven bebidas y se baila al son de música de discos"
- Club nocturno, "lugar de esparcimiento donde se bebe y se baila y en el que suelen ofrecerse espectáculos musicales, habitualmente de noche"
- Bar de copas
- Salón, "en palacios, hoteles y edificios públicos, habitación de grandes dimensiones donde se celebran reuniones y otros acontecimientos"
- Salón de celebraciones (o de bodas, bautizos y comuniones)

## Diversiones públicas
|  |  |

Desde la Antigüedad se celebran desfiles, procesiones, fuegos artificiales, luminarias y todo tipo de diversiones públicas programadas por las autoridades, tanto a nivel local como estatal, para distintos tipos de celebraciones.
También tienen como propósito el entretenimiento del público espectador que se congrega para presenciar los espectáculos callejeros y los que se celebran en locales especializados (teatros, salas de cine y/o estadios deportivos).

## Viajes, excursiones y turismo
Entre las múltiples motivaciones de los viajes está el entretenimiento (viaje de placer o recreativo). Los propios medios de transporte se pueden utilizar como un medio de entretenimiento en sí mismo, por el placer de utilizarlos y no por el destino al que llevan.

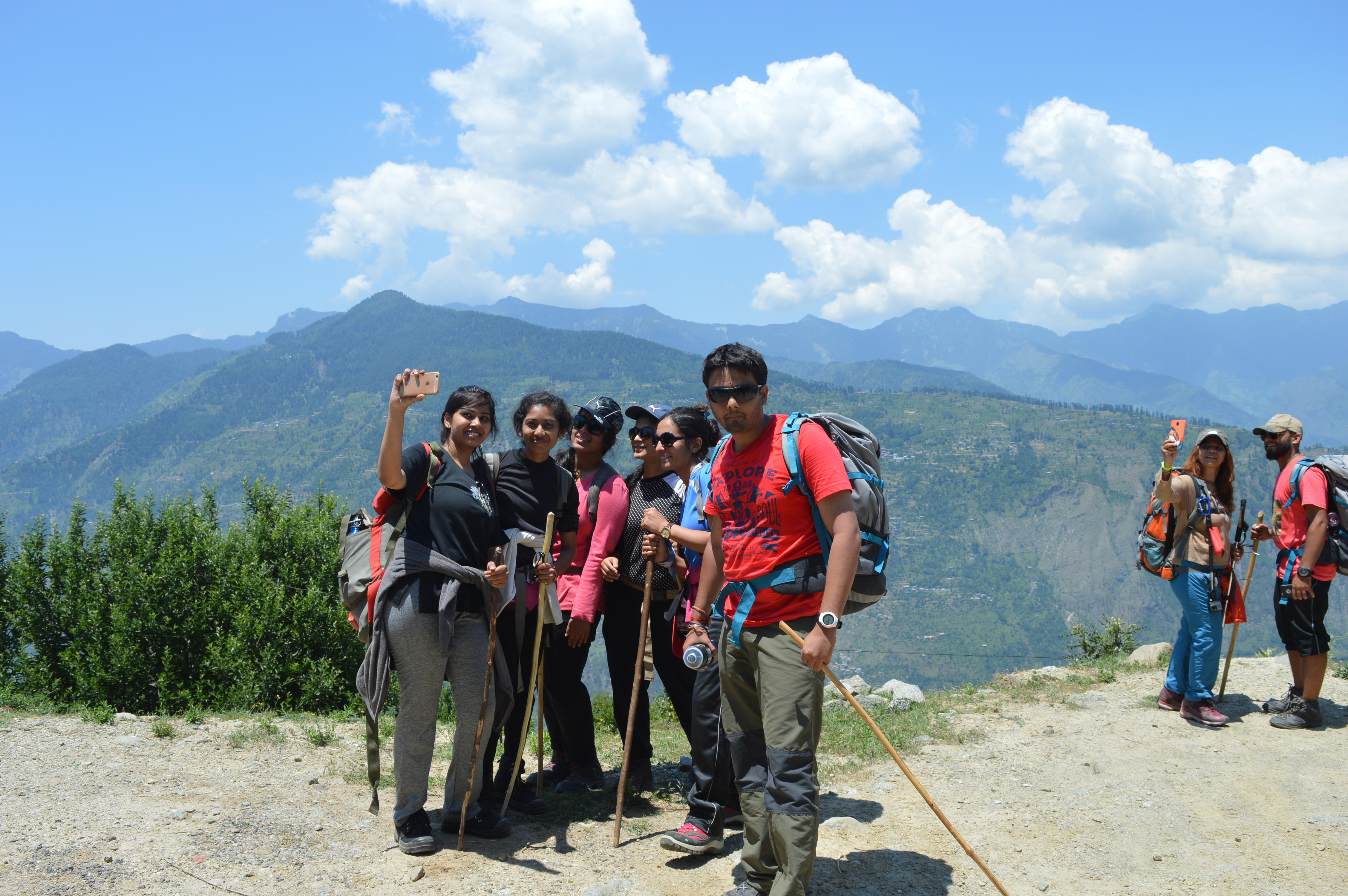
Trekking en India.
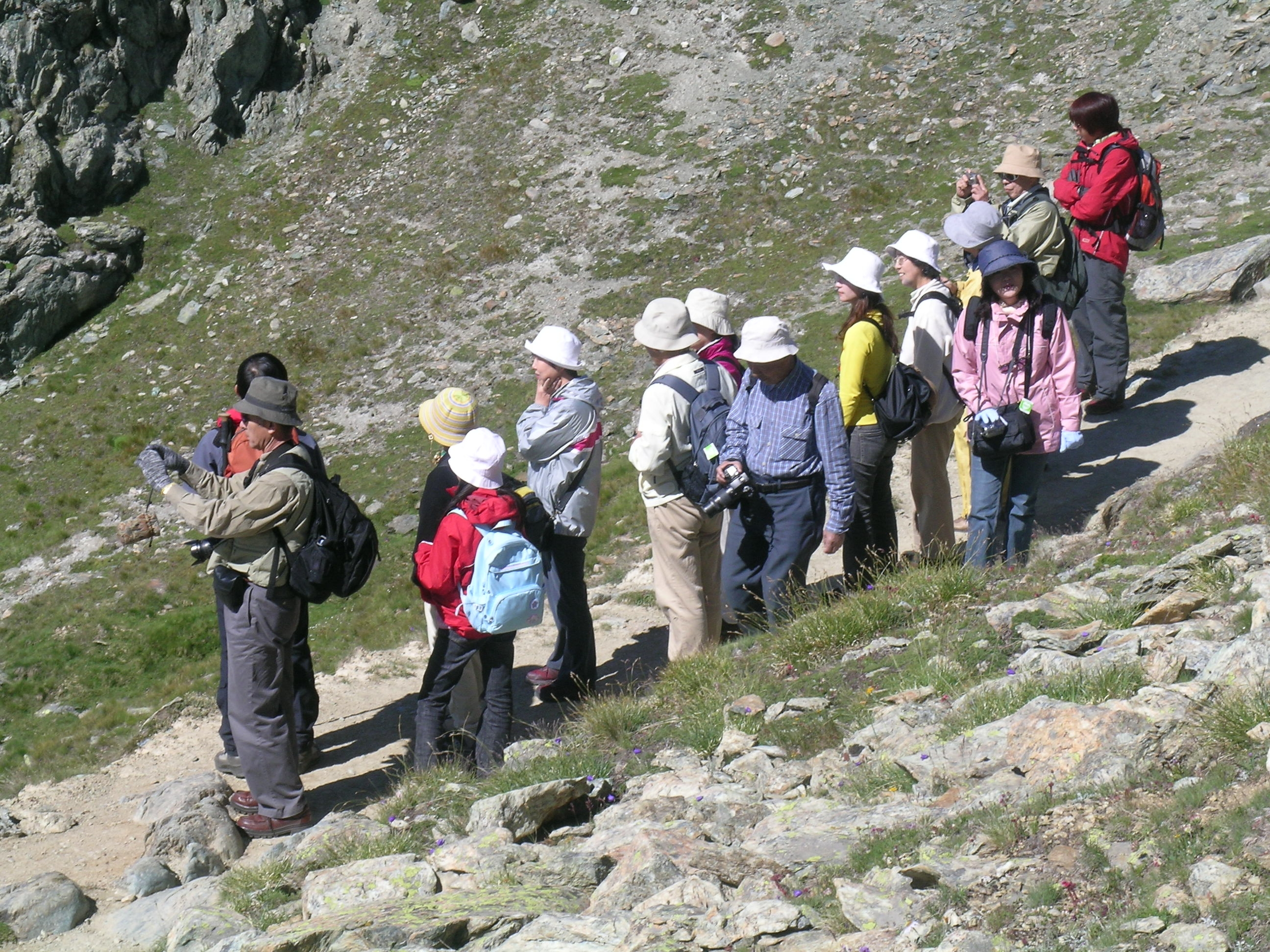
Turistas japoneses en Suiza.
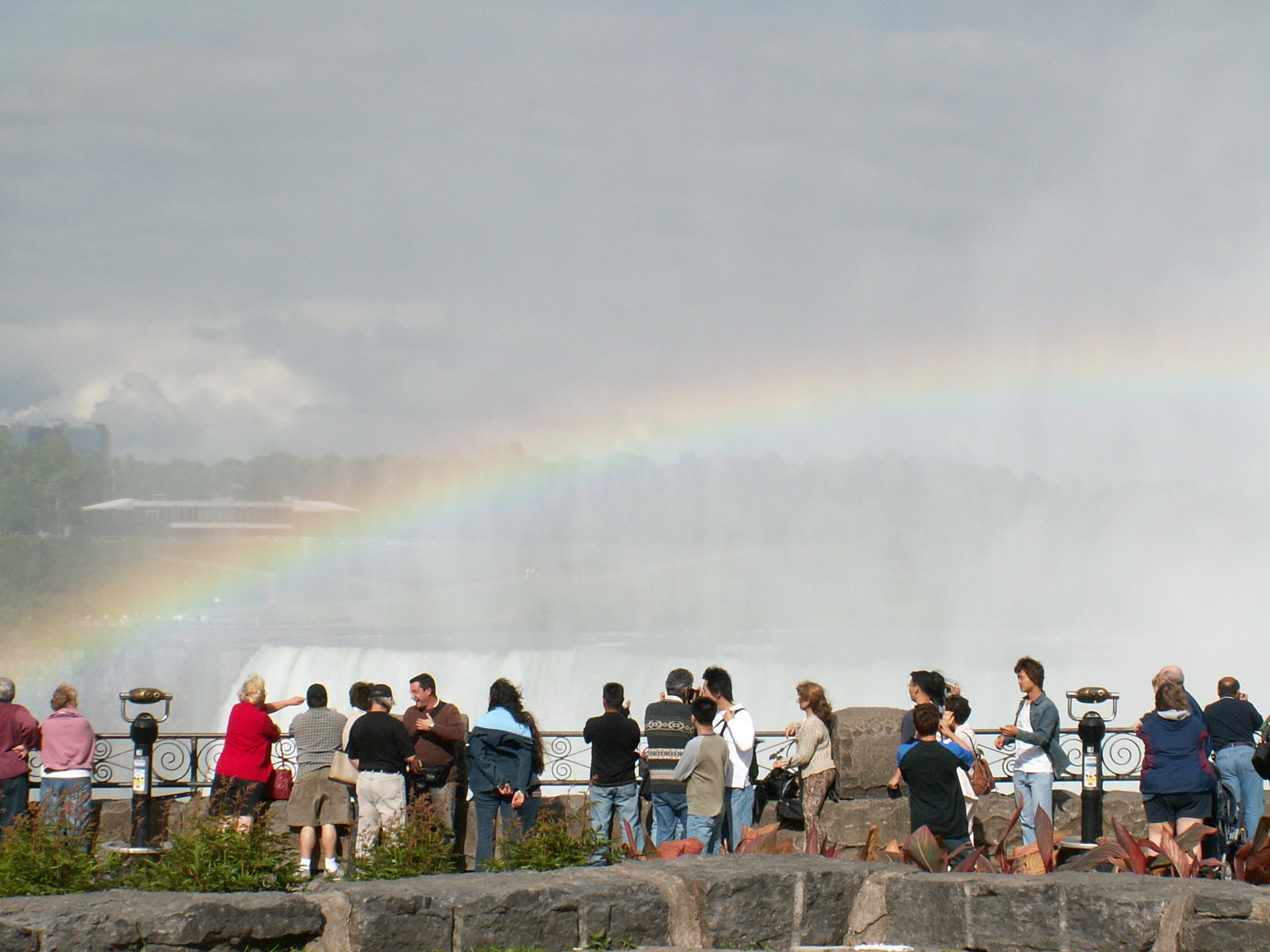
Turistas contemplando las cataratas del Niágara.
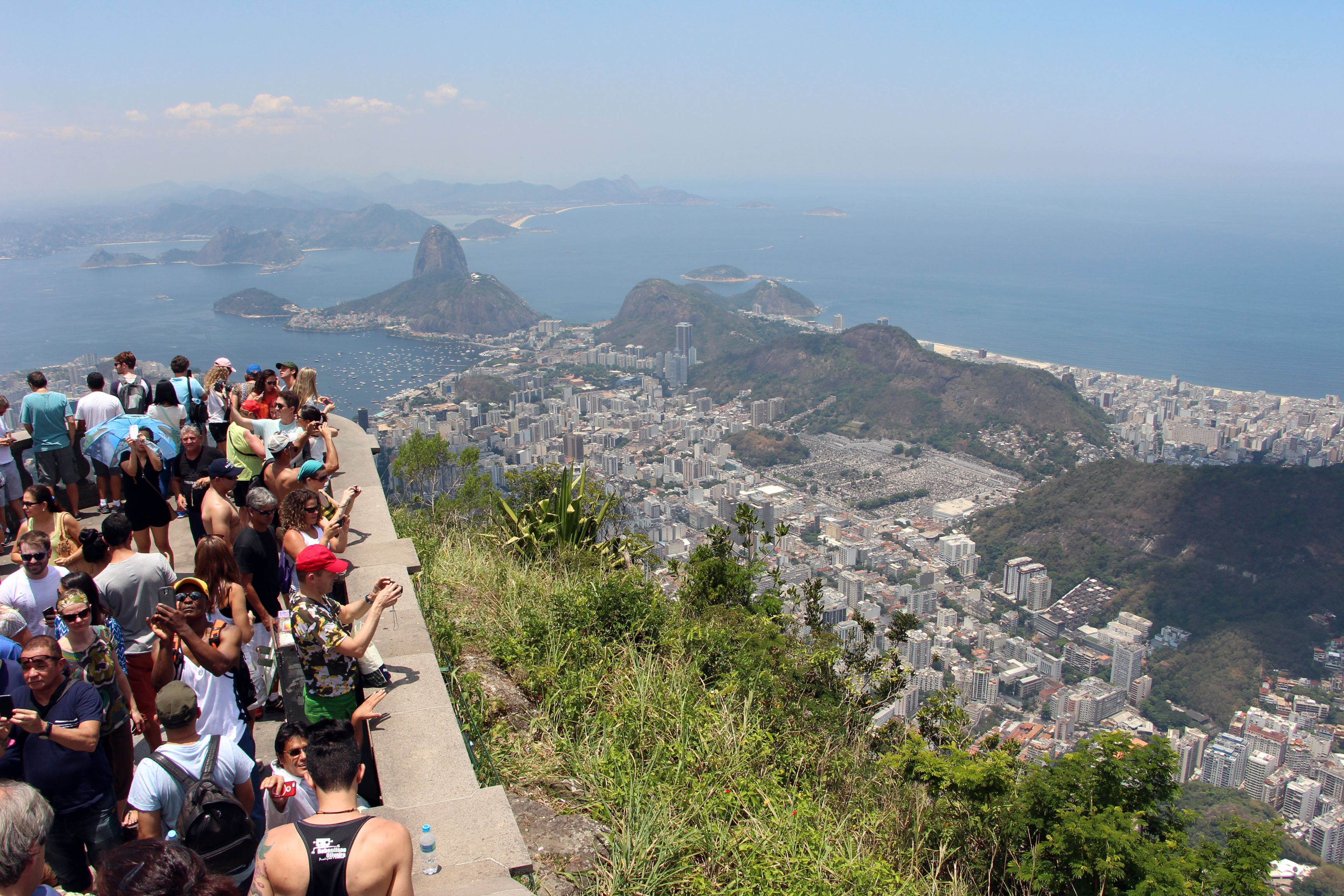
Turistas contemplando Río de Janeiro desde el Cristo del Corcovado.
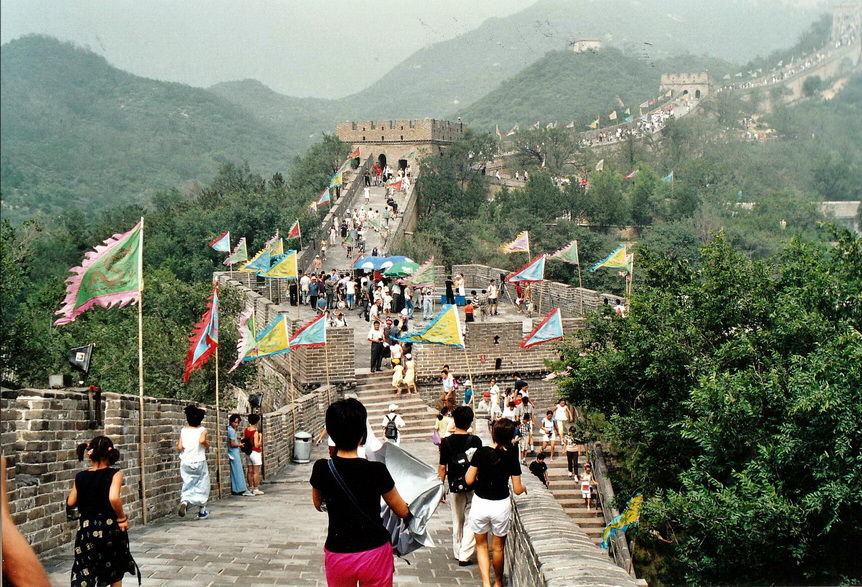
Turistas recorriendo un tramo de la muralla china.

## Historia
A lo largo de la historia las formas de entretenimiento han ido manteniéndose y evolucionando; siendo algunas de ellas parecidas en todas las civilizaciones, épocas y lugares, y otras notablemente distintas.

Y sucedía que cuando el espíritu malo de parte de Dios venía sobre Saúl, David tomaba el arpa y la tañía con su mano. Y Saúl hallaba alivio y se sentía mejor. Así el espíritu malo se apartaba de él.
I Samuel 16: 14-23

### Edad Antigua

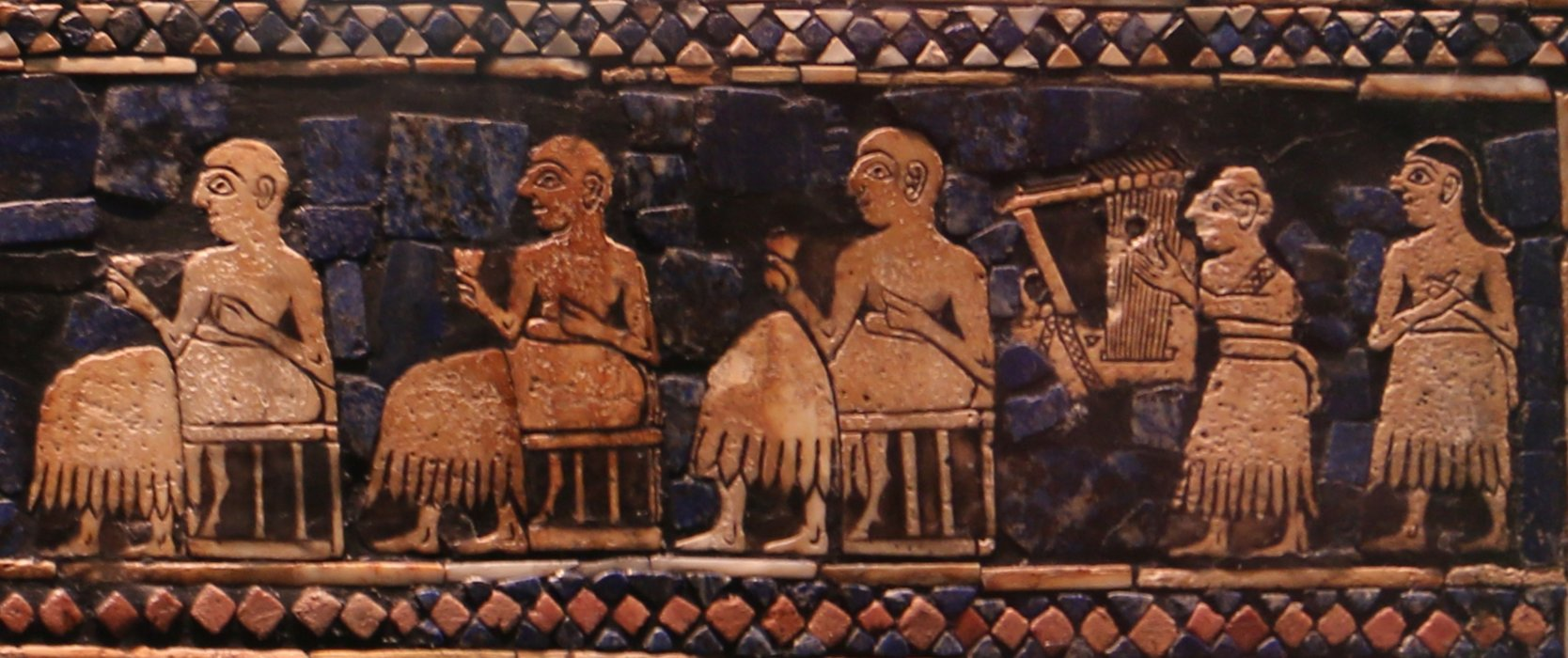
Detalle del estandarte de Ur, ca. siglo XXVI a. C. Los personajes sentados empuñan copas mientras mientras uno de los que está de pie toca la lira.
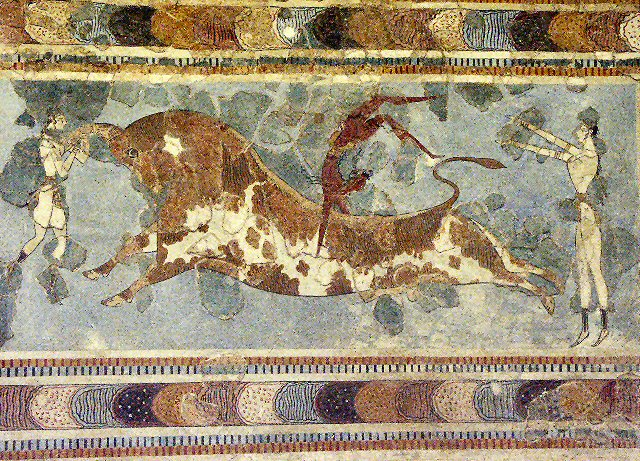
Fresco de la taurocatapsia, Palacio de Knossos, Creta, ca. 1450 a. C.
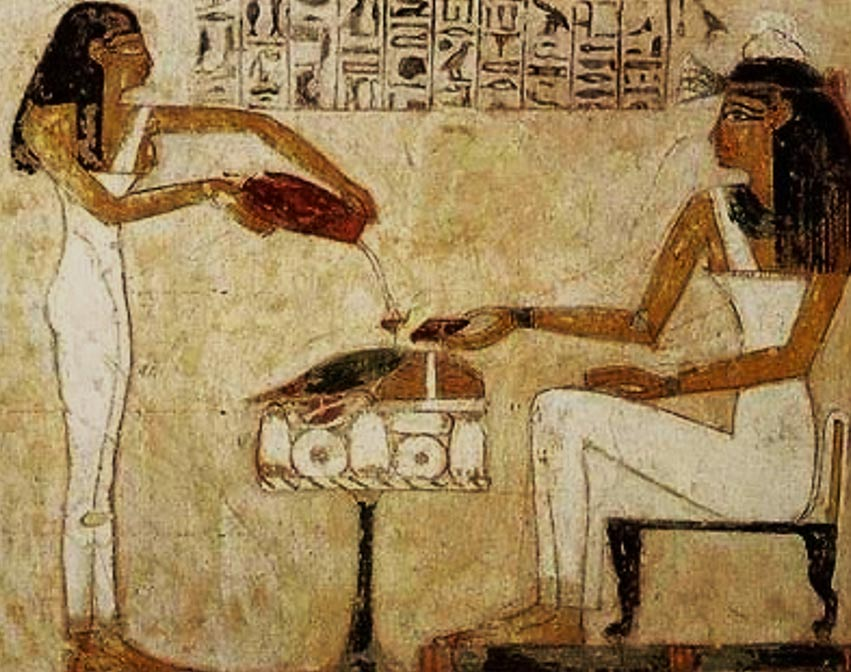
Sirviendo cerveza. Fresco egipcio.
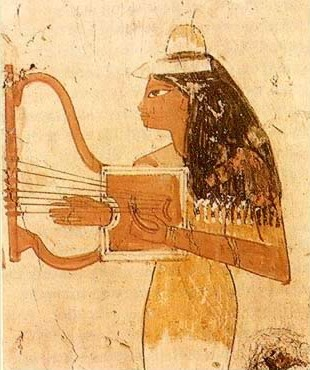
Tocando la lira. Ídem.
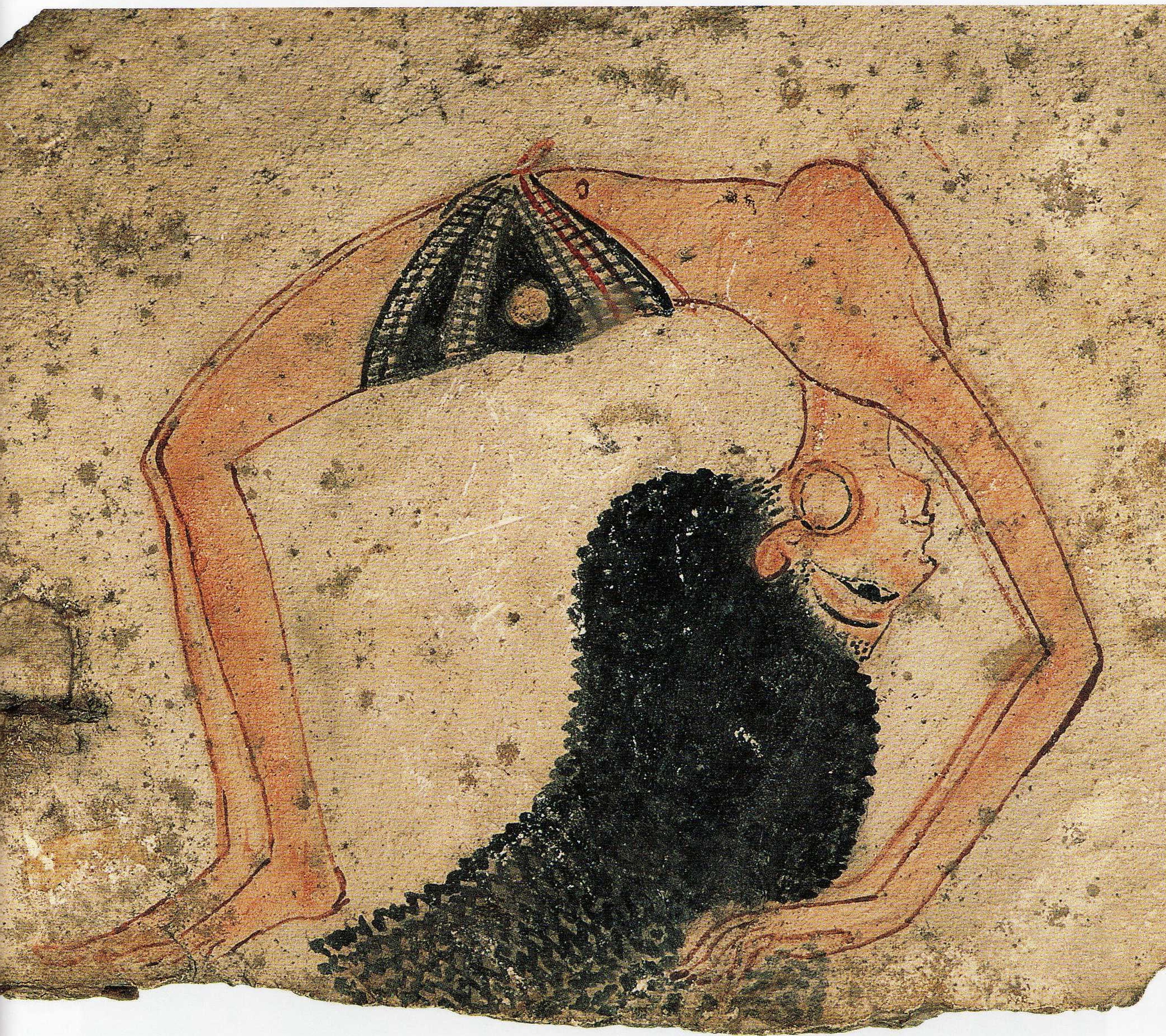
Danzarina. Ídem.

En la Antigua Grecia, la actividad de los aedos (la recitación de los poemas épicos tradicionales, su alteración o la composición añadidos y creaciones personales, o la improvisación y repentización) era la forma helénica de un entretenimiento compartido por todas las culturas del mundo: la narración de historias. A partir de ciertos rituales religiosos se creó el teatro griego; del mismo modo que a partir de ciertos rituales funerarios se crearon los juegos y el combate de gladiadores.

... Aquileo detuvo al pueblo y le hizo sentar, formando un gran circo; y al momento sacó de las naves, para premio de los que vencieren en los juegos, calderas, trípodes, caballos, mulos, bueyes de robusta cabeza, mujeres de hermosa cintura, y luciente hierro.
Ilíada, juegos en honor de Patroclo, Canto XXIII, versos 249 y ss.

Las diversiones públicas en la Antigua Roma eran un asunto de importancia política decisiva, costeadas por los políticos que aspiraban a contentar al pueblo (panem et circenses); e incluso tras la decadencia romana (a pesar de la imposición del cristianismo como religión oficial, que acabó con otras manifestaciones consideradas paganas) lo seguían siendo al comienzo del Imperio bizantino, tanto que el enfrentamiento entre las aficiones rivales de las carreras de cuadrigas estuvo en el centro de una revuelta que pudo derrocar a Justiniano I (disturbios de Niká, 532).
Para un ciudadano romano, acudir a las termas (como luego harían los árabes y turcos con sus baños) fue una extendida costumbre, diferenciada por sexos, que permitía pasar el día amenamente dedicado a todo tipo de placeres y relaciones sociales. Reservados a la gran riqueza de los aristócratas, uno de los propósitos de las villas romanas era distraer de la vida urbana. Literaramente se definió el concepto de otium frente al de negotium. Para todos, el paso del tiempo se regulaba con el calendario de festividades (fasti), entre las que destaban las lupercales (febrero, que con la cristianización se convirtieron en la fiesta de la Candelaria) las liberalia o bacanales (marzo, muy restringidas desde el 186 a. C., cristianizadas como carnaval) y las saturnales (antes del fin de año, cristianizadas como fiestas de Navidad).

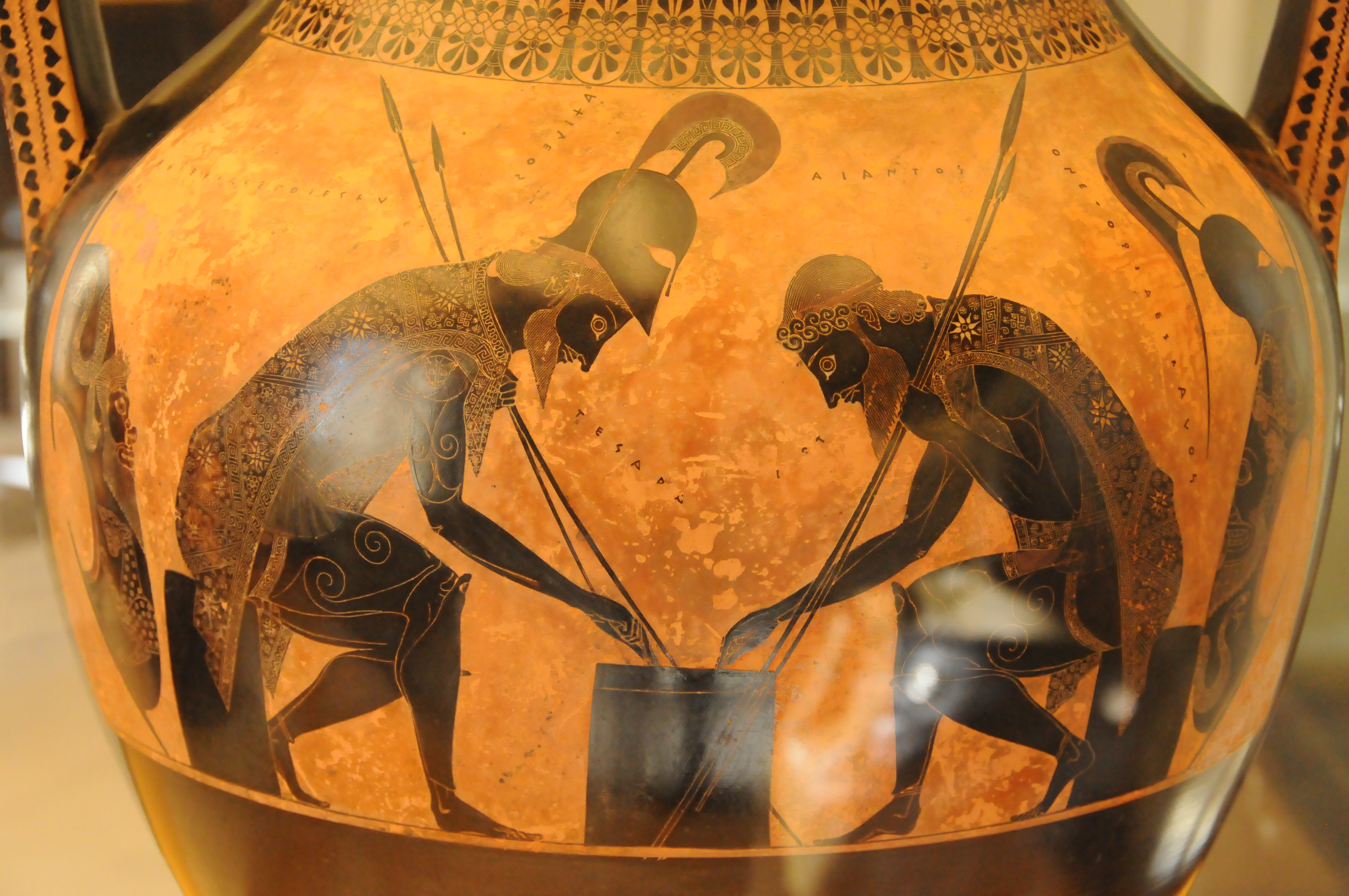
Aquiles y Ayax jugando a los dados en un ánfora ática de figuras negras, de Exequias, ca. 530 a. C.
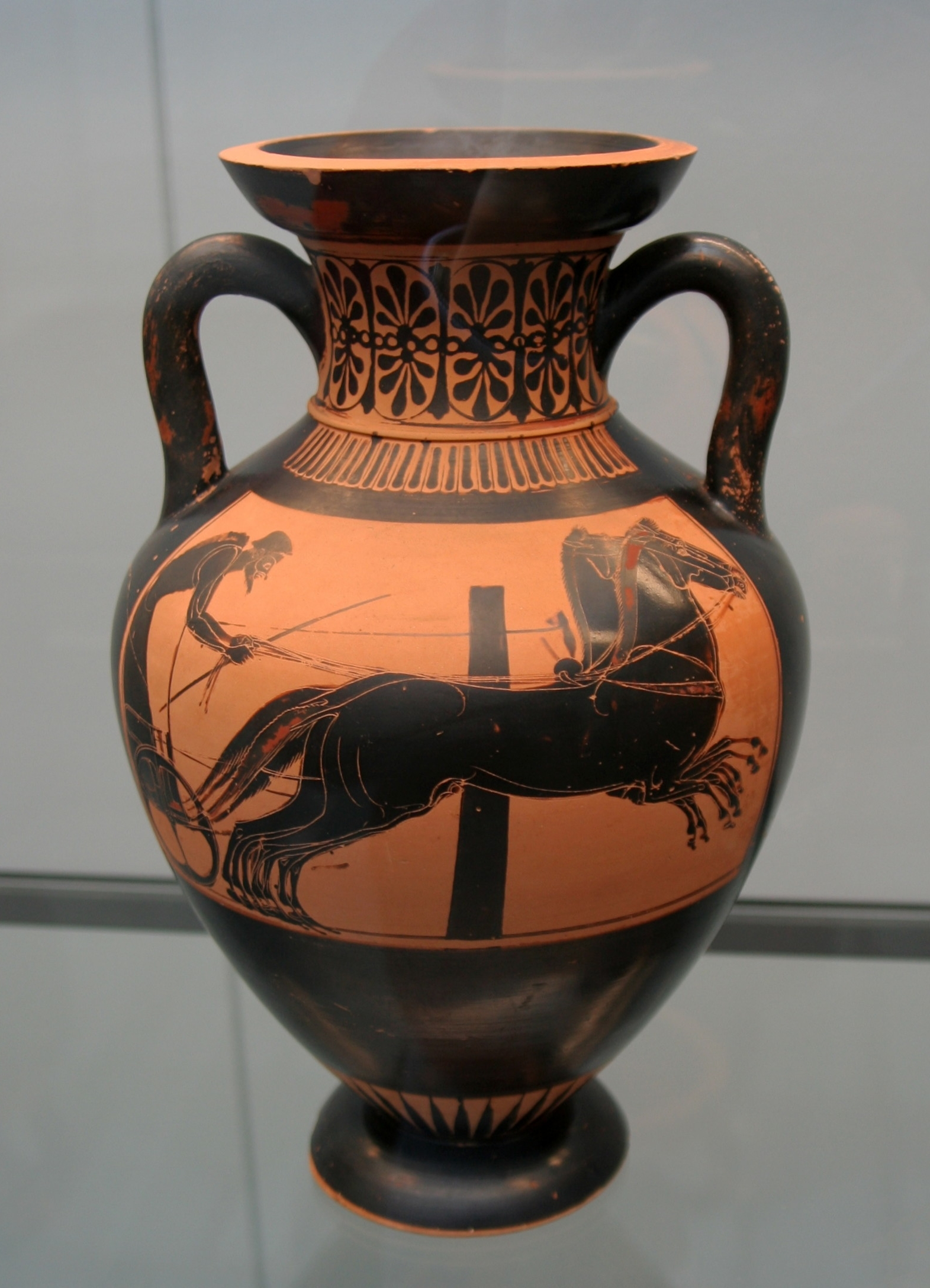
Ánfora ática de figuras negras, ca. 500 a. C., procedente de Vulci, que representa una biga (carro de dos caballos) dando la vuelta a la terma que marca el final del circuito en el hipódromo griego o en el circo romano.
Teatro de Epidauro.
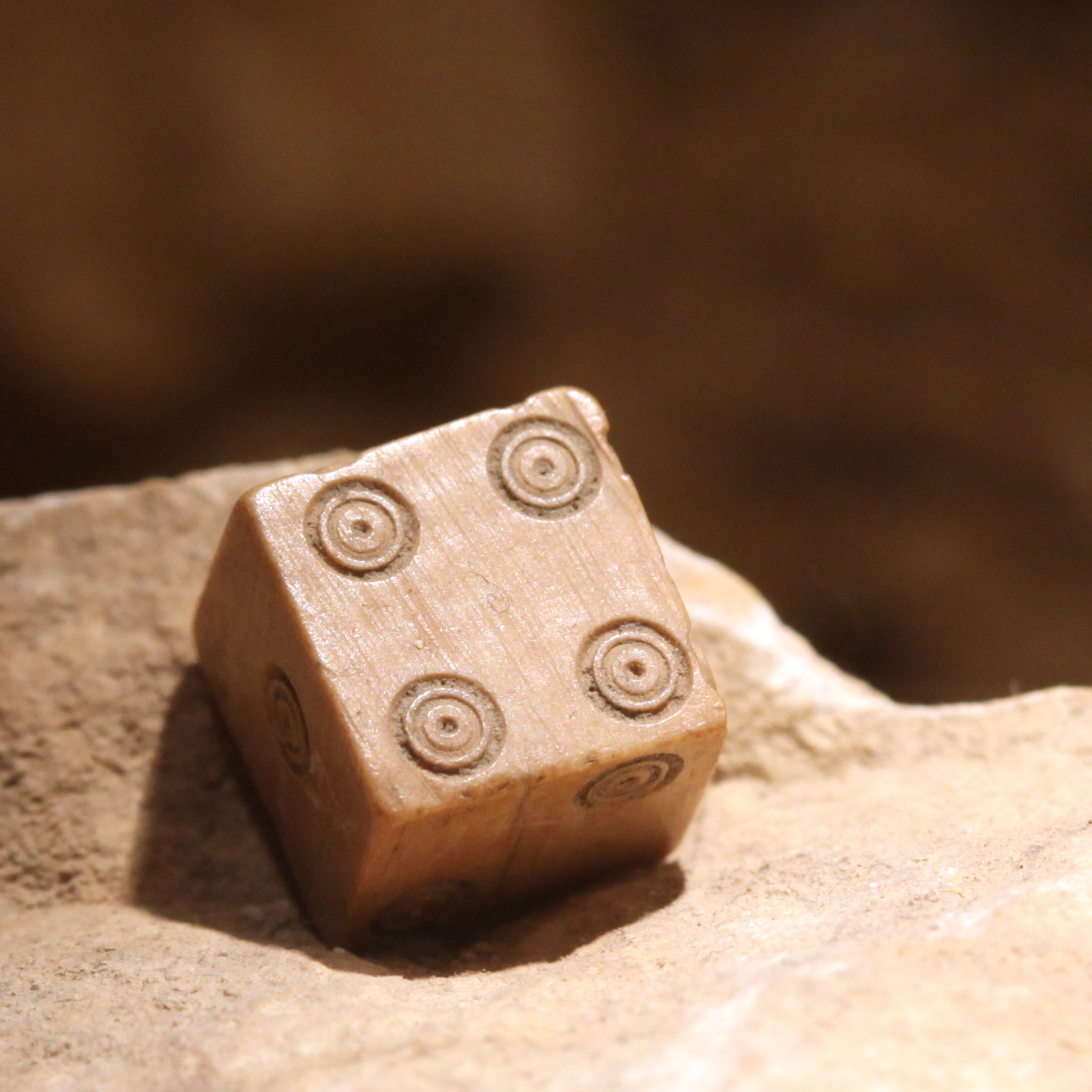
Dado romano.
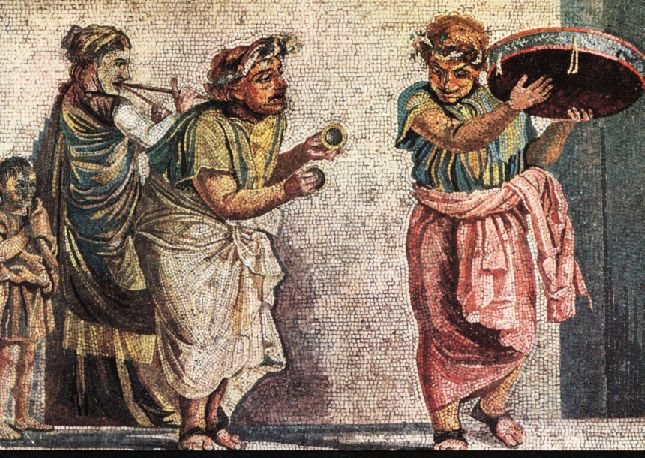
Escena cómica con músicos ambulantes, mosaico de Dioscórides de Samos, ca. 100 a. C., Villa de Cicerón, Pompeya.

### Edad Media
Las grandes salas de los hall germánicos alojaban un tipo de banquetes y entretenimiento que, por lo que se refleja en testimonios literarios como el Beowulf y las sagas, eran similares a los que refleja Homero en la Ilíada (los megaron prehelénicos y helénicos). Más adelante, los castillos acogían banquetes que se animaban con música y recitación de cantares de gesta por los juglares. En la Alta Edad Media, la legitimación religiosa del feudalismo haría que las pautas de entretenimiento de señores y siervos no debieran diferir sustancialmente, más allá del nivel de vida de unos y otros; pero eso cambió en los siglos finales. Las artes marciales de la nobleza terminaron por regularse en los torneos. El ocio de los estudiantes y los monjes se reflejaba en el ambiente goliardesco. La forma de vida aristocrática de la corte de Provenza fue idealizada por los trovadores y se extendió imitándose por Europa. El refinamiento de corte borgoñona de finales del siglo XIV y comienzos del siglo XV fue objeto de estudio por Johan Huizinga (El otoño de la Edad Media). El mismo autor teorizó acerca del Homo ludens. Para todos los grupos sociales, las distracciones del carnaval funcionaban como una válvula de escape de las tensiones y conflictos, pues a diferencia de otras celebraciones, donde se expresaban manifiestamente las desigualdades de rango, en esta se disolvía toda diferencia estamental o de riqueza con el propósito de recomenzar el ciclo de un mundo nuevo, en el que las estructuras se mantenían intactas.

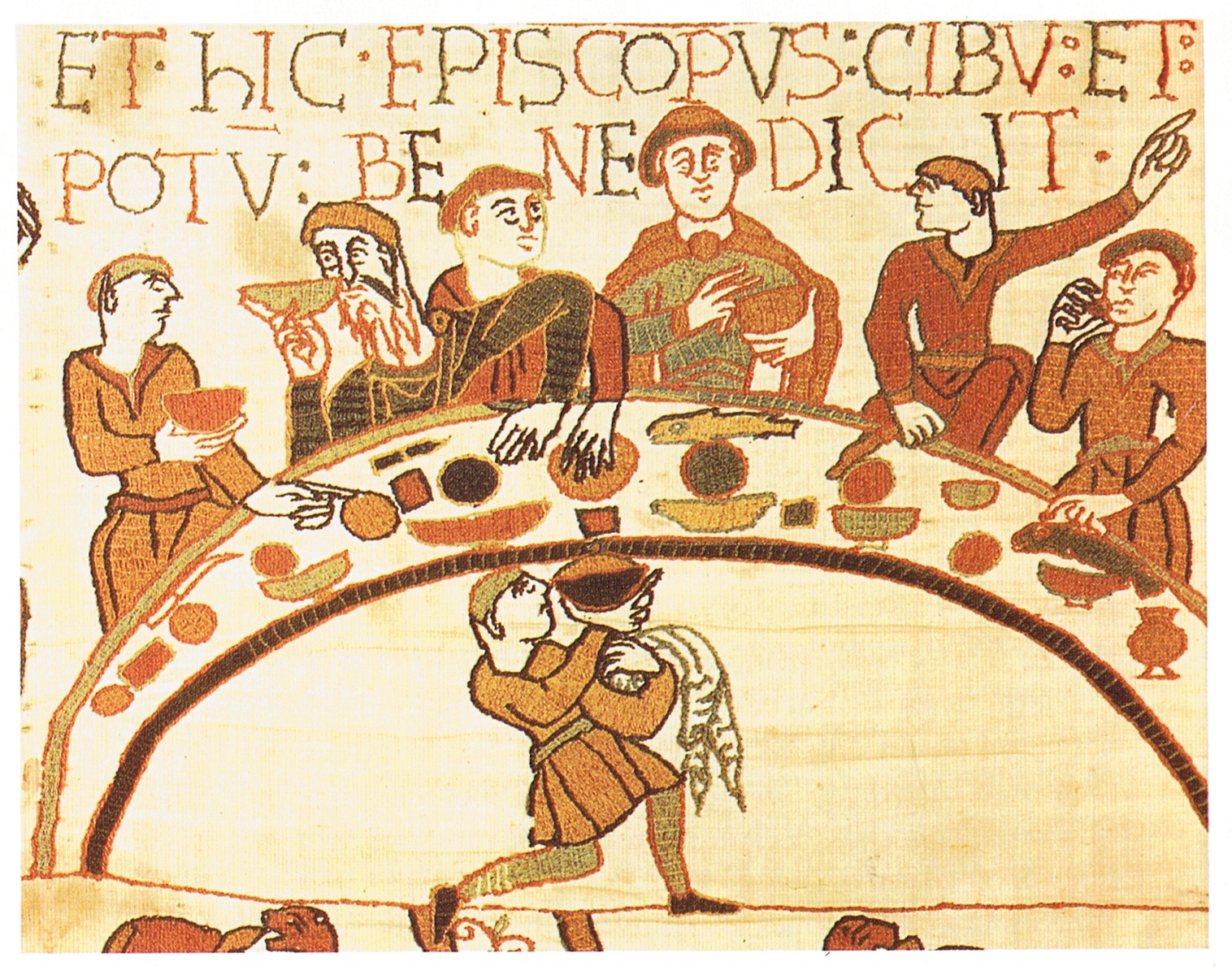
Banquete representado en el tapiz de Bayeux, siglo XI.
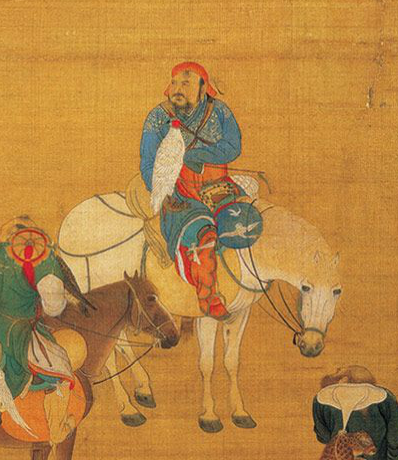
Kublai Khan cazando con halcón, en una pintura china ca. 1280.
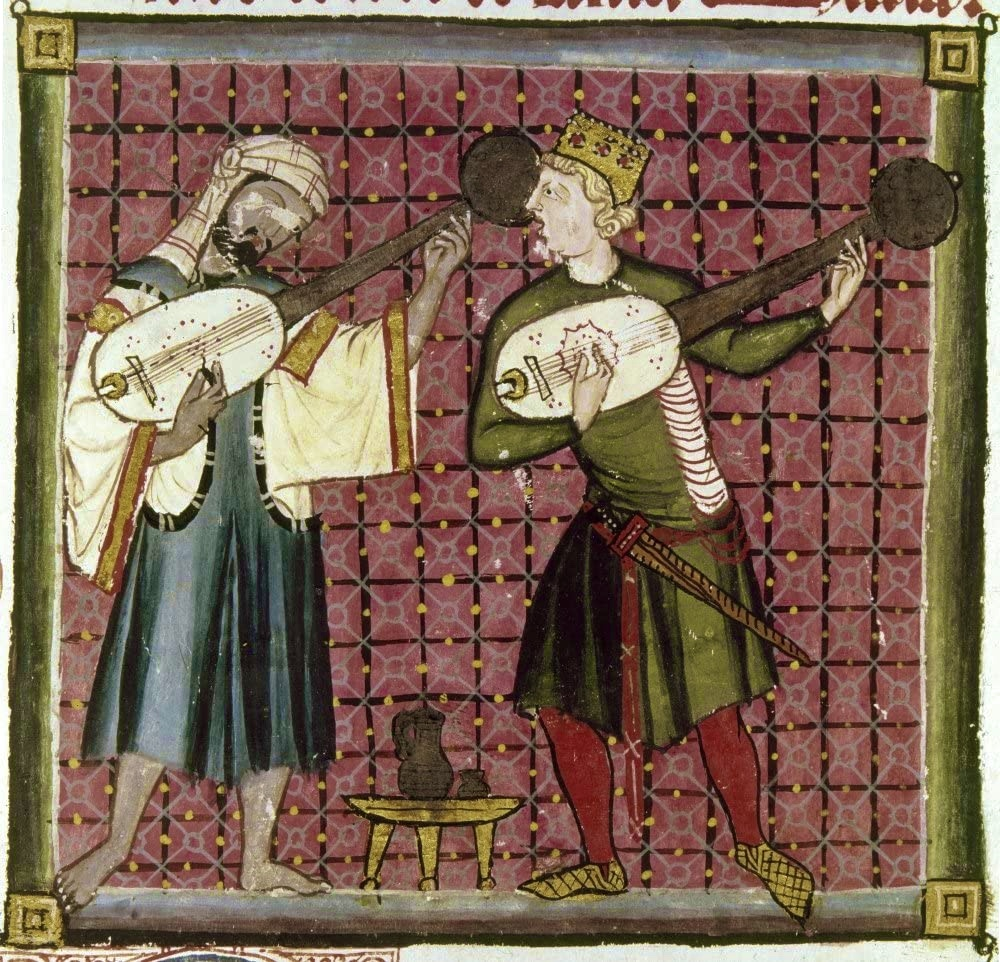
Músicos o juglares representados en las Cantigas de Santa María, siglo XIII.
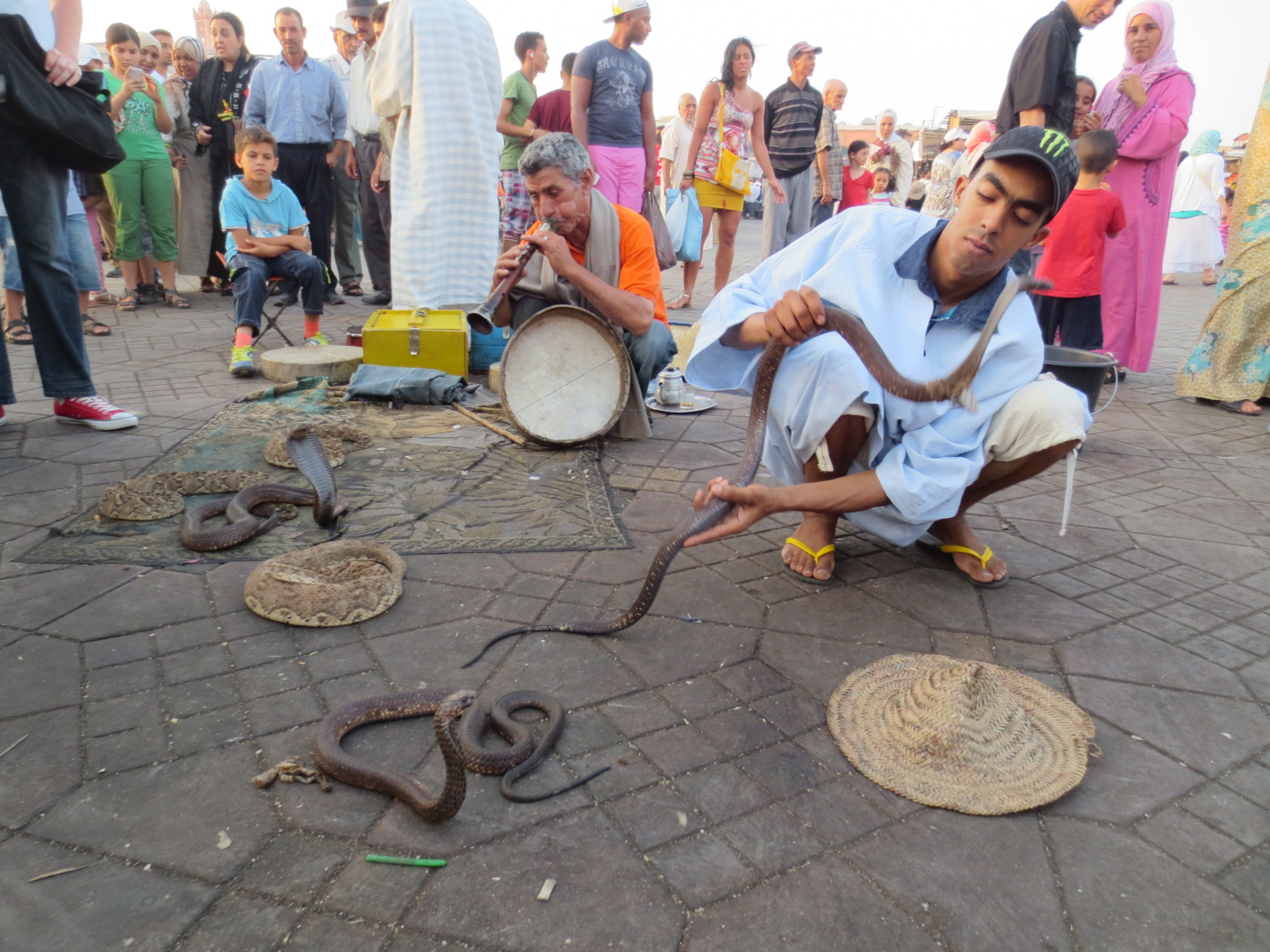
La plaza de Yamaa el Fna de Marrakech sigue ofreciendo en la actualidad entretenimientos típicos de las ciudades musulmanas medievales, como los encantadores de serpientes.
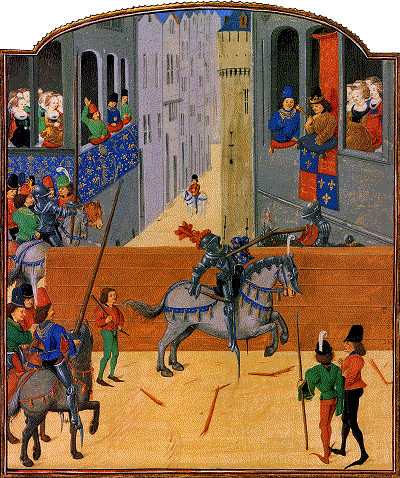
Torneo en el que encontró la muerte Juan de Beaumont, 1342.

### Edad Moderna

#### SiglosXVIyXVII
La nobleza podía encargar a artistas y artesanos de todas las especialidades obras de arte, música, teatro, ópera (en los espectáculos ocupaba los mejores asientos, alejada del populacho de "mosqueteros" que se agolpaba en la parte inferior de los corrales de comedias) y la parafernalia necesaria para sus extravagantes festejos, bailes, banquetes, cacerías, halconería, equitación. En Inglaterra el cricket se identificaba con la nobleza. En 1563, Lawrence Humphrey consideraba dignos de los nobles los cinco deportes (sports) de la Grecia antigua: whirling, leaping, casting the darte, wrestling, running y ridiculizaba dauncing, fayninge to instrumentes, playe at dise, chesse, or tennes.
La clase media de mercaderes y artesanos podía a veces emular a la aristocracia disfrutando de las artes y el teatro. Eran populares los "deportes de sangre" con animales (peleas de gallos, peleas de osos, peleas de perros o espectáculos taurinos -no solo en España, sino en otros lugares de Europa, como Inglaterra-, además de enfrentamientos mixtos -perros contra toros u osos, etc.-) Las compañías de actores congregaban a la población de las localidades que visitaban; algunos empresarios se asentaban y construían teatros estables (como el Globe Theater de Londres o los corrales de comedias españoles); en Italia se construyó el primero cubierto: el Teatro Olímpico de Vicenza. Buena parte del teatro clásico español se representó en el Real Coliseo del Buen Retiro de Madrid (desde 1640), y del teatro clásico francés en la Comedie Française de París (desde 1680).

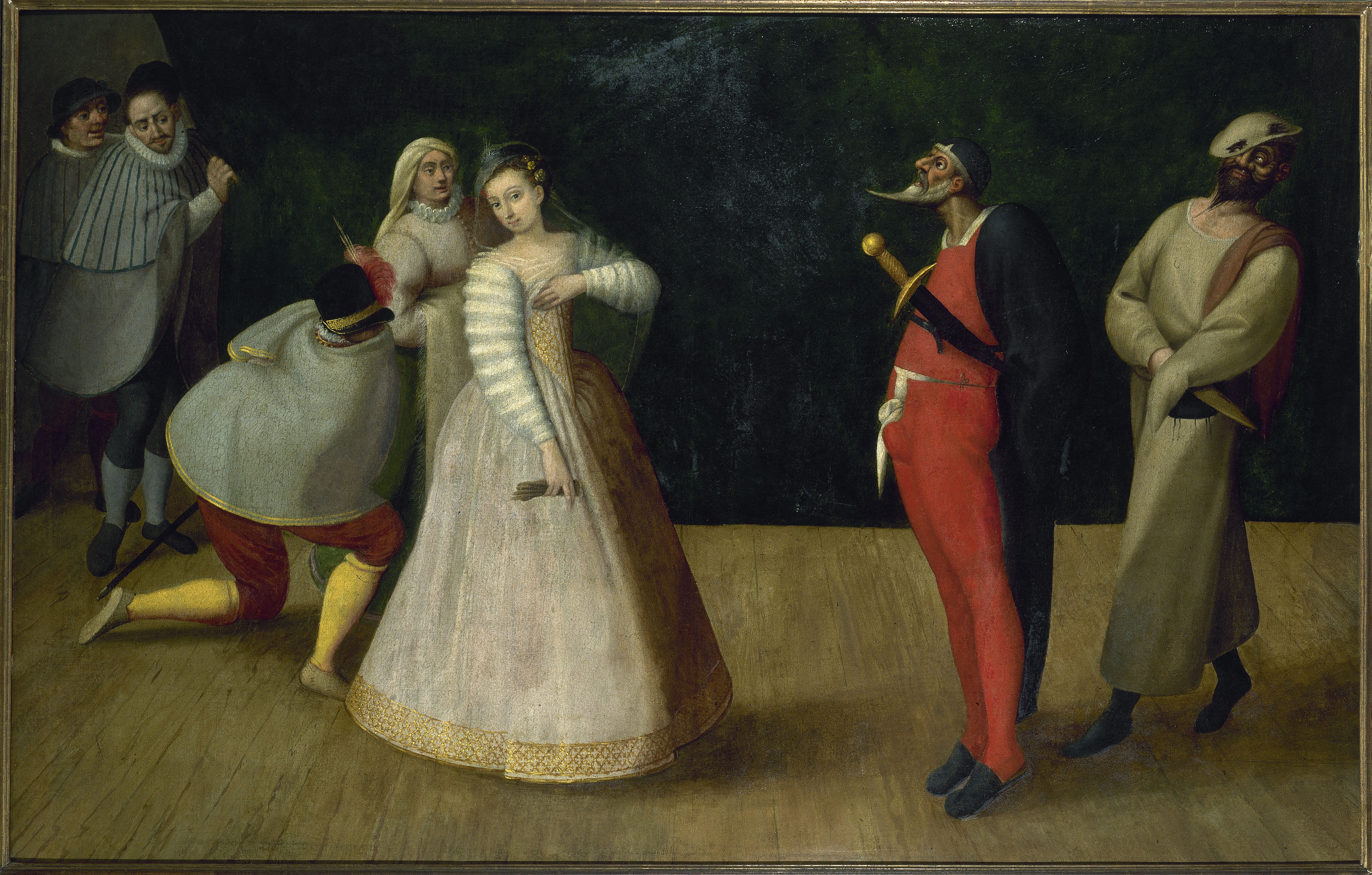
Representación de la compañía de comedia del arte I Gelosi (1571-1604).
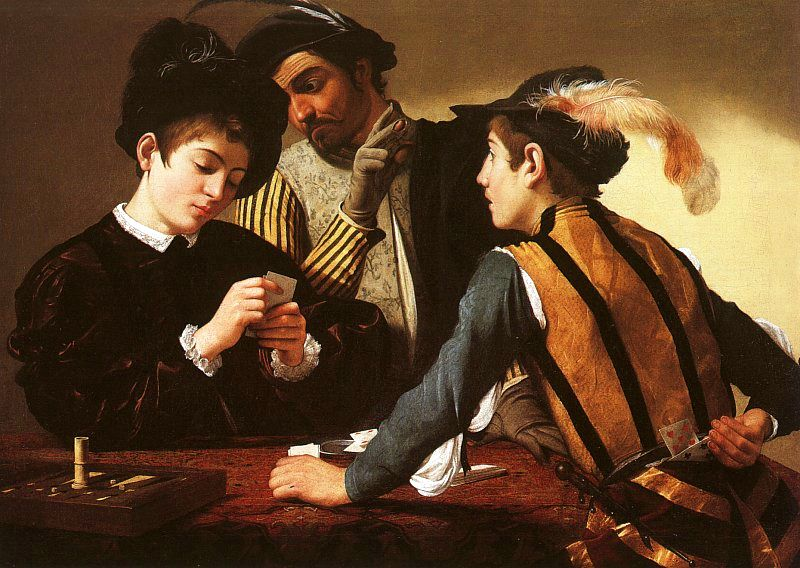
Jugadores de cartas, de Caravaggio, 1595.
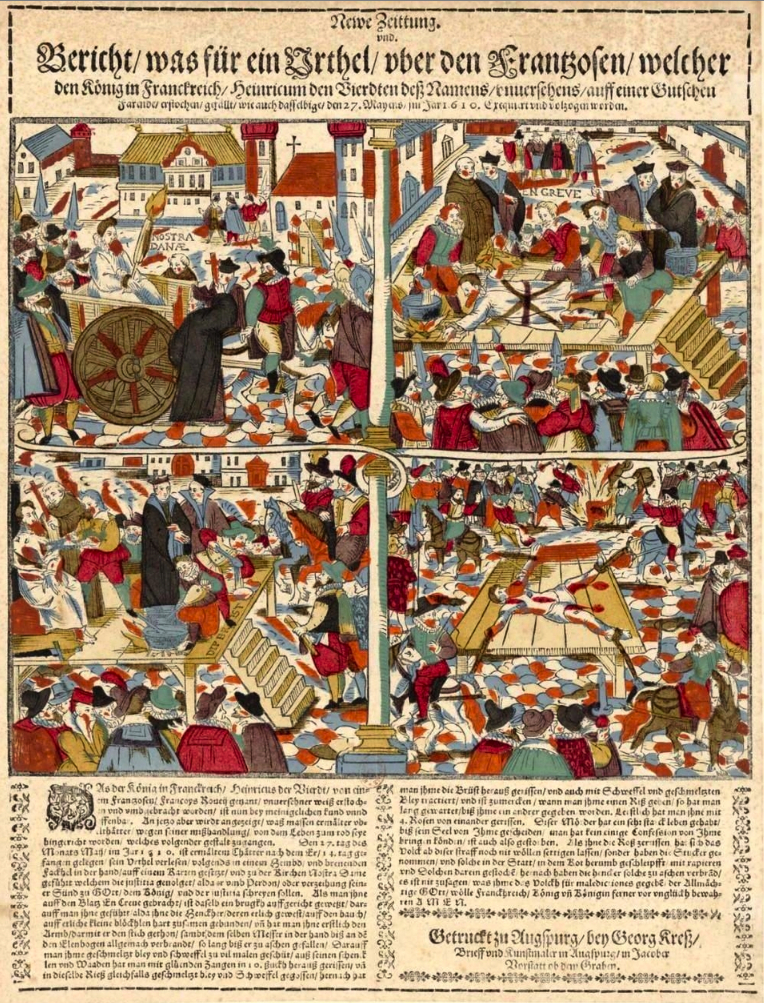
Ejecución de Ravaillac, París, 27 de mayo de 1610.
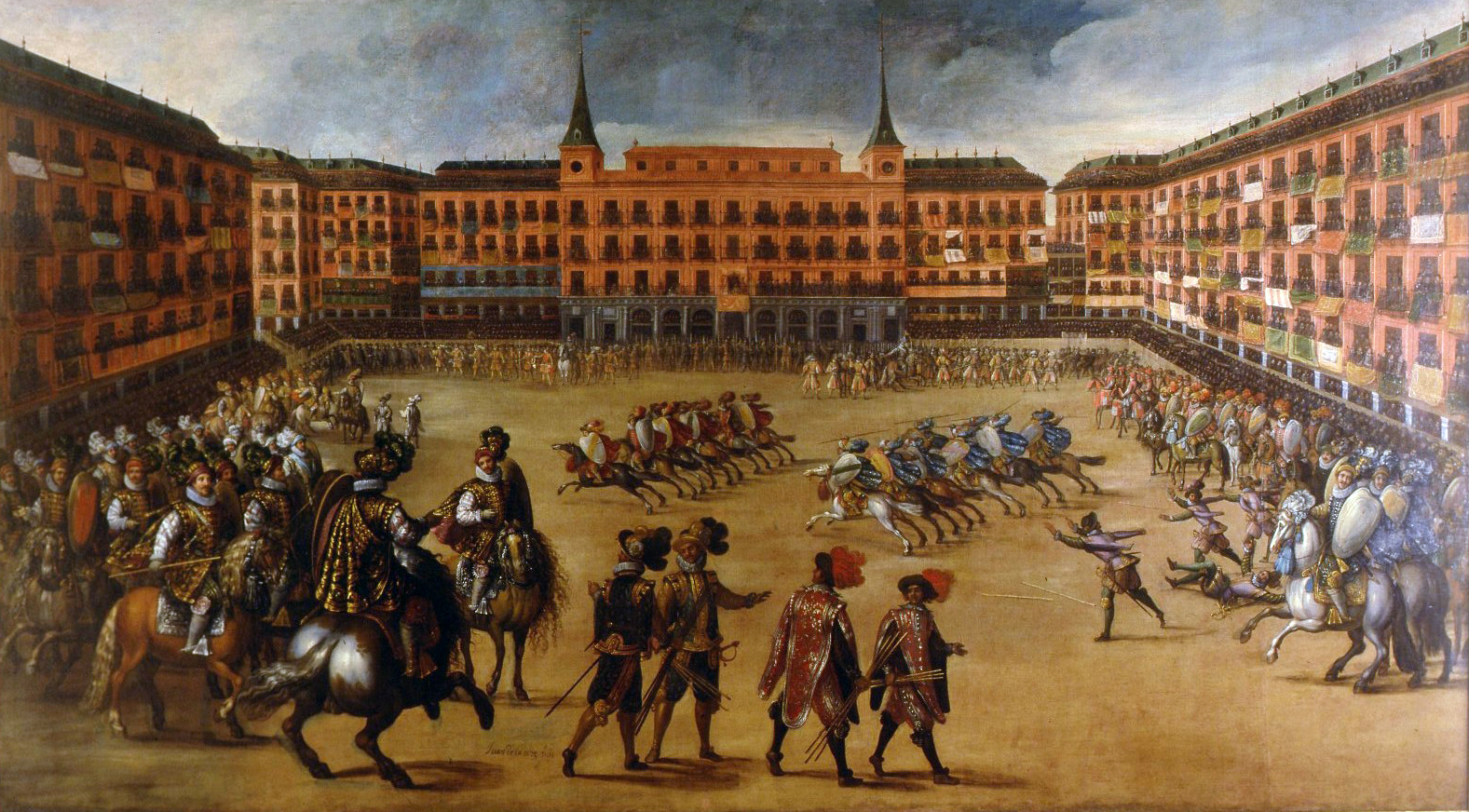
Juego de cañas en la Plaza Mayor de Madrid, 1623.
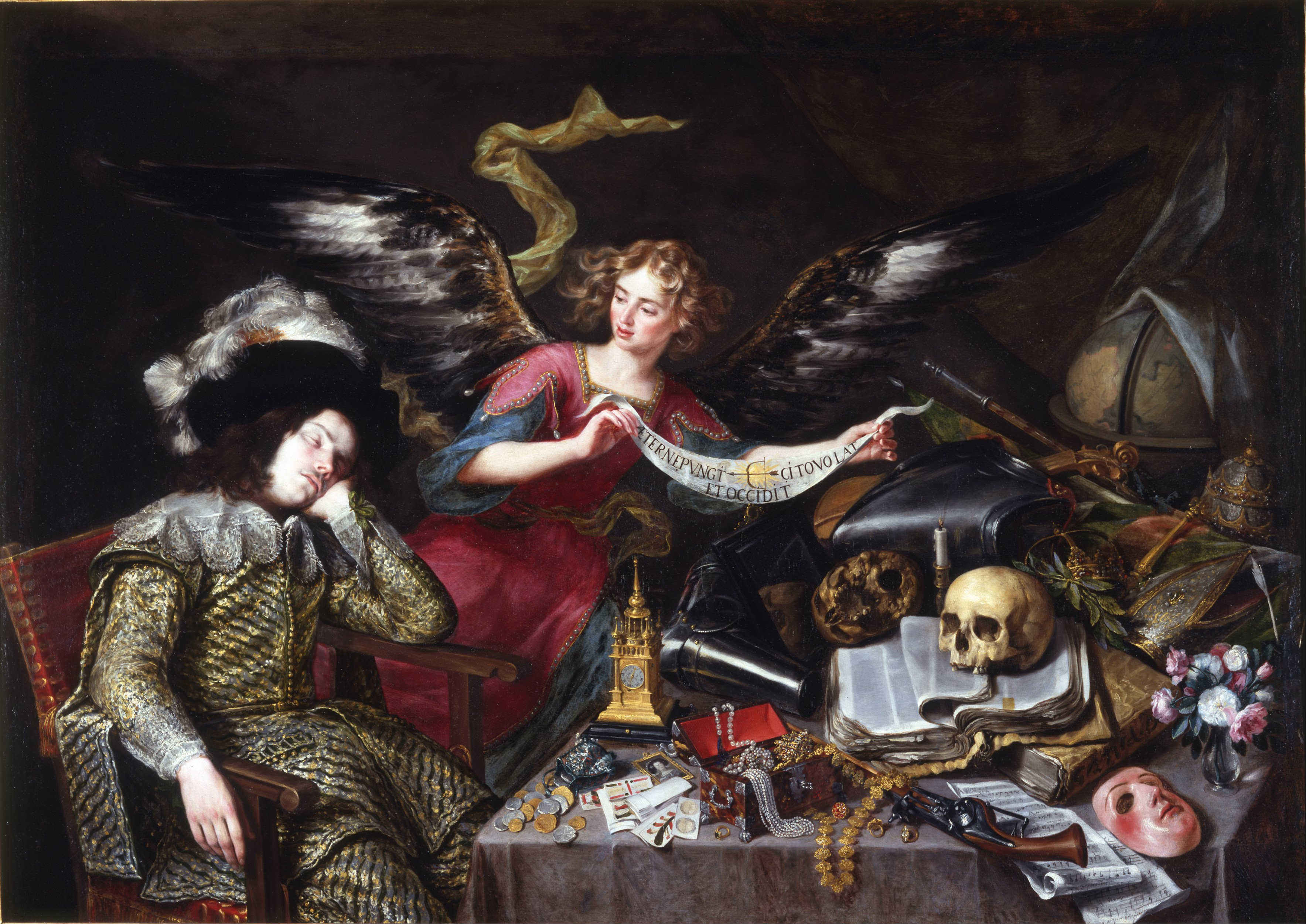
El sueño del caballero, de Antonio de Pereda, ca. 1650-1660.

Los menos favorecidos, que no podían costearse una buena entrada de teatro, tenían que asistir de pie. Las ejecuciones eran vistas como una forma de entretenimiento abierta a todos los públicos, así como asistir a las humillaciones públicas en los cepo. Muy populares eran los castigos a las brujas, que podían ser ordalías como la prueba del agua o su muerte en la hoguera.
Hernán Cortés presentó hacia 1529 ante Carlos V el juego del palo ejecutado por indígenas americanos, que también realizaron una demostración en la corte papal, lo que quedó reflejado gráficamente por Christoph Weiditz.
Ante la escasez de público alfabetizado, eran habituales las lecturas públicas, como las que se hacían de La Celestina o El Quijote (en una famosa anécdota, Felipe III adivina que es la obra de Cervantes la que un estudiante lee entre risas).

Que trata de lo que verá el que lo leyere o lo oirá el que lo escuchare leer
Título del Capítulo LXVI de El Quijote

#### SigloXVIII
Fue característica la difusión de los cafés en las ciudades europeas (a partir de la retirada turca del cerco de Viena) y las tertulias en los salones aristocráticos de tradición francesa (en la costumbre inglesa, tomando té). Se ha llegado a argumentar que fue un estímulo para la producción intelectual el hecho de que el alcohol dejara de tener el monopolio de las bebidas utilizadas para socializar. La diferenciación entre música clásica o culta y música popular se acentuó; lo que no limitaba la primera al público minoritario de la música de cámara: en las ciudades más importantes, compositores de éxito como Haendel o Mozart tenían un enorme éxito; y se construyeron teatros aptos para representar óperas y obras teatro de complejas tramoyas por toda Europa (los del Príncipe, de la Cruz y de los Caños del Peral en Madrid, el Haymarket de Londres, el Burgtheater de Viena, el Odéon de París) y sobre todo en Italia (el Regio de Turín, el San Carlo de Nápoles, La Fenice de Venecia, La Scala de Milán). Los ilustrados procuraban reformar las costumbres, incluyendo las diversiones populares que consideraban "atrasadas"; en ese contexto se produjeron debates acerca de la conveniencia o inconveniencia de mantener la fiesta de los toros en España. Gaspar Melchor de Jovellanos escribió una notable Memoria para el arreglo de la policía de los espectáculos y diversiones públicas y sobre su origen en España. La costumbre de emprender viajes de placer, un concepto inédito hasta entonces, comenzó como una práctica común en la clase alta británica, denominándose Grand Tour al que recorría los destinos culturales de Francia e Italia encomiados por los connoisseurs y dilletanti; como testigo de su estancia podían llevarse una veduta; es el origen del turismo.

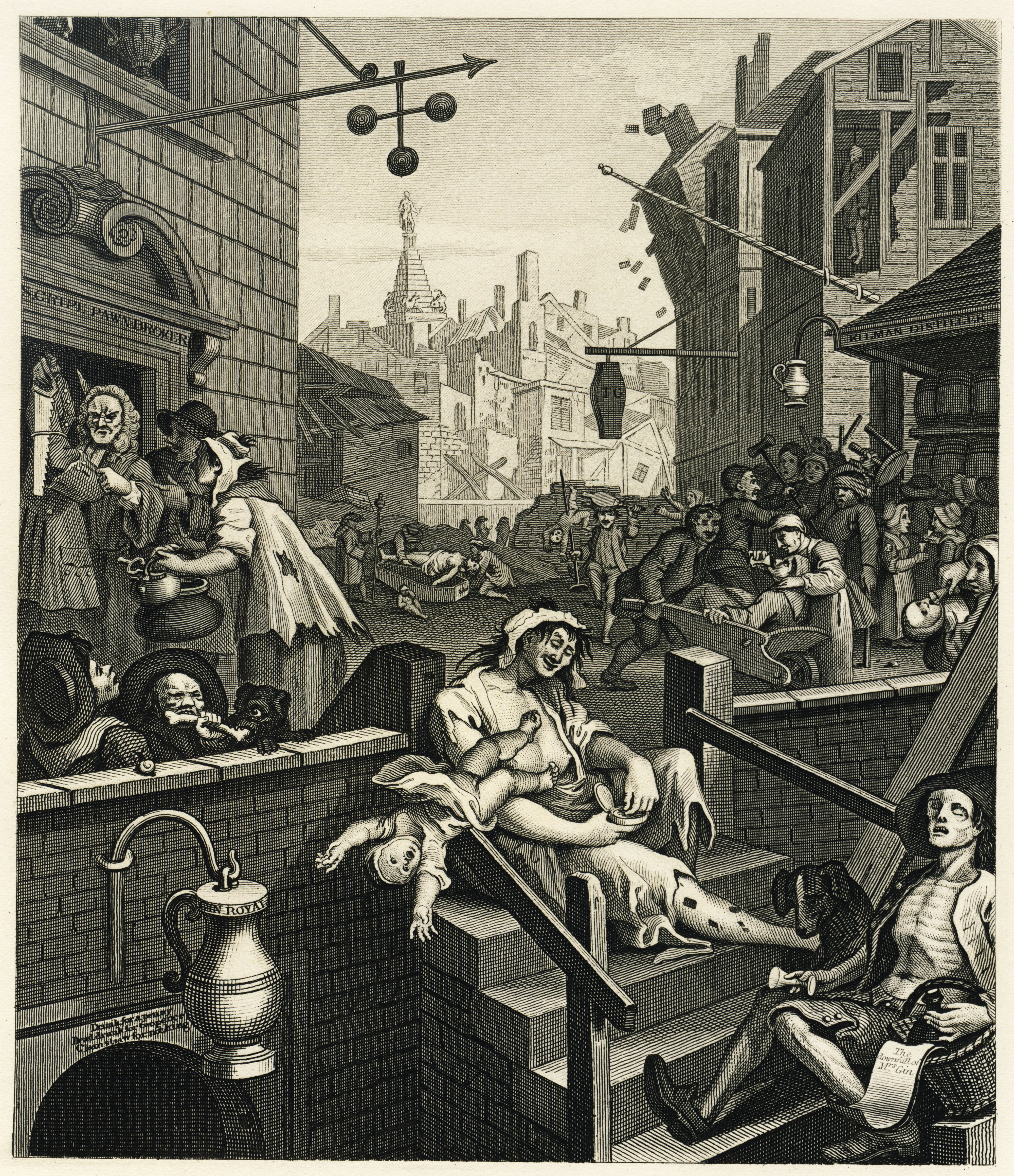
El callejón de la ginebra, de William Hogarth, ca. 1750.
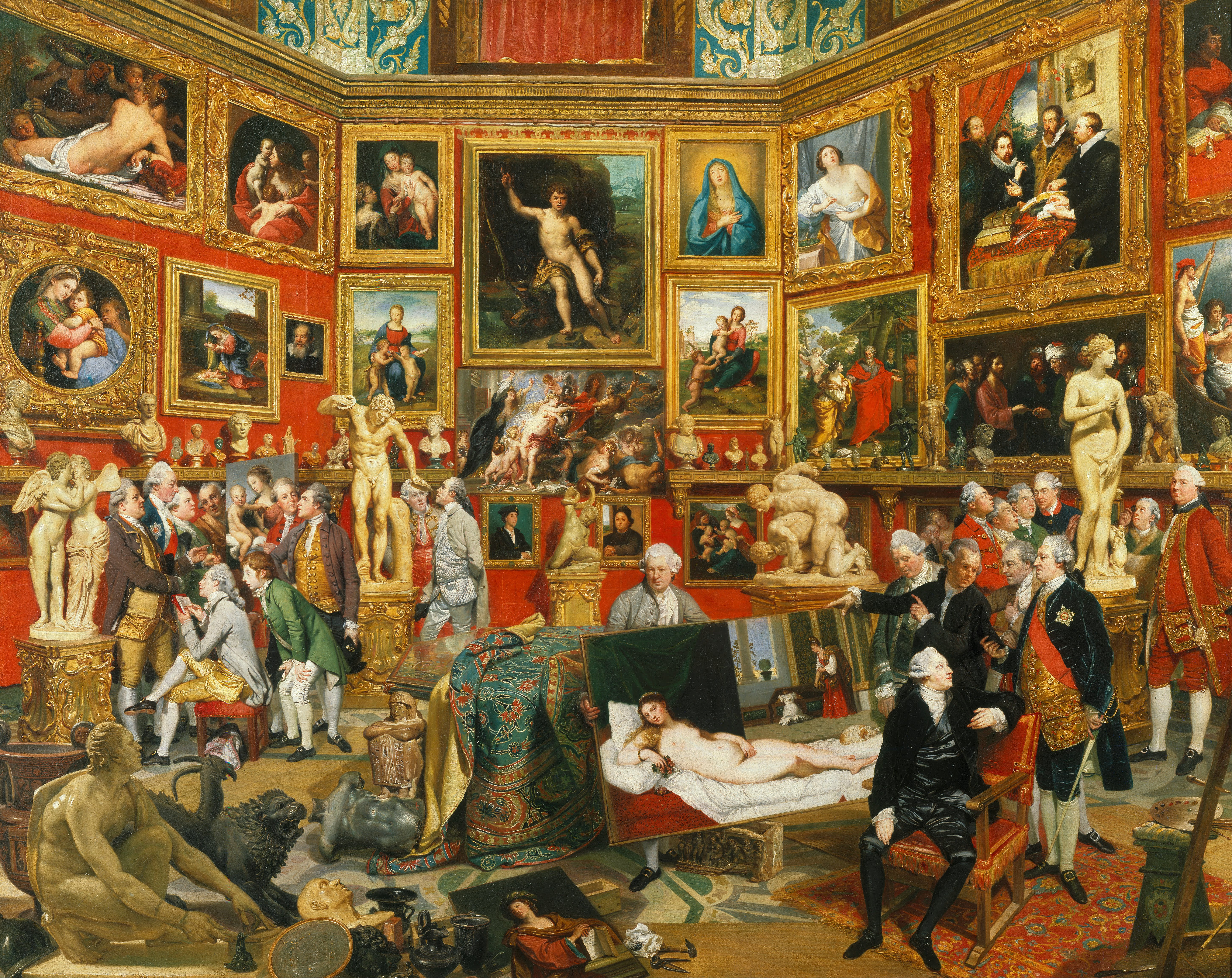
La Tribuna de los Uffizi, de Johan Zoffany, 1772-1778.
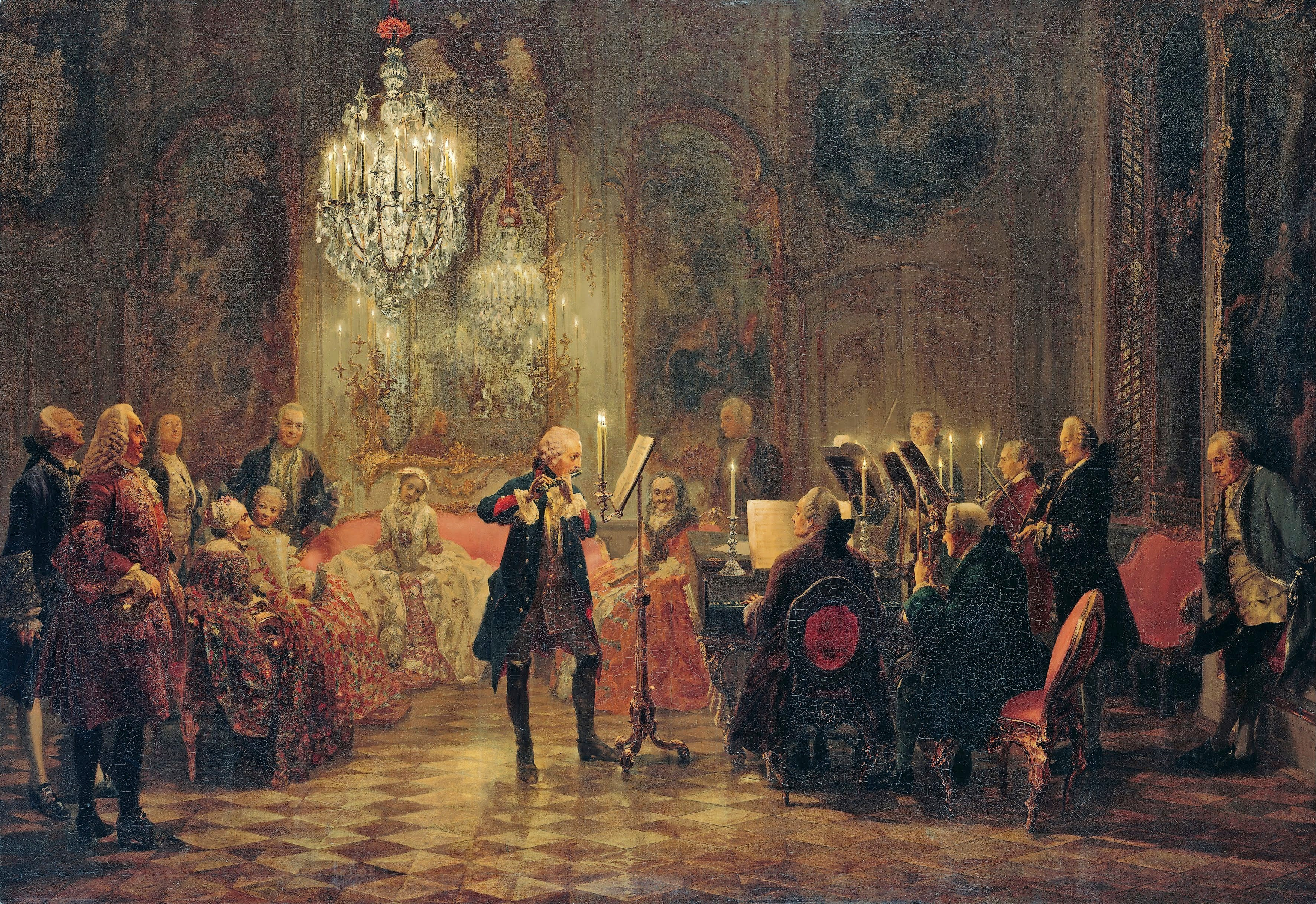
Federico Guillermo II de Prusia ameniza él mismo la velada en el palacio de Sanssouci. Pintura de historia de Adolph von Menzel.
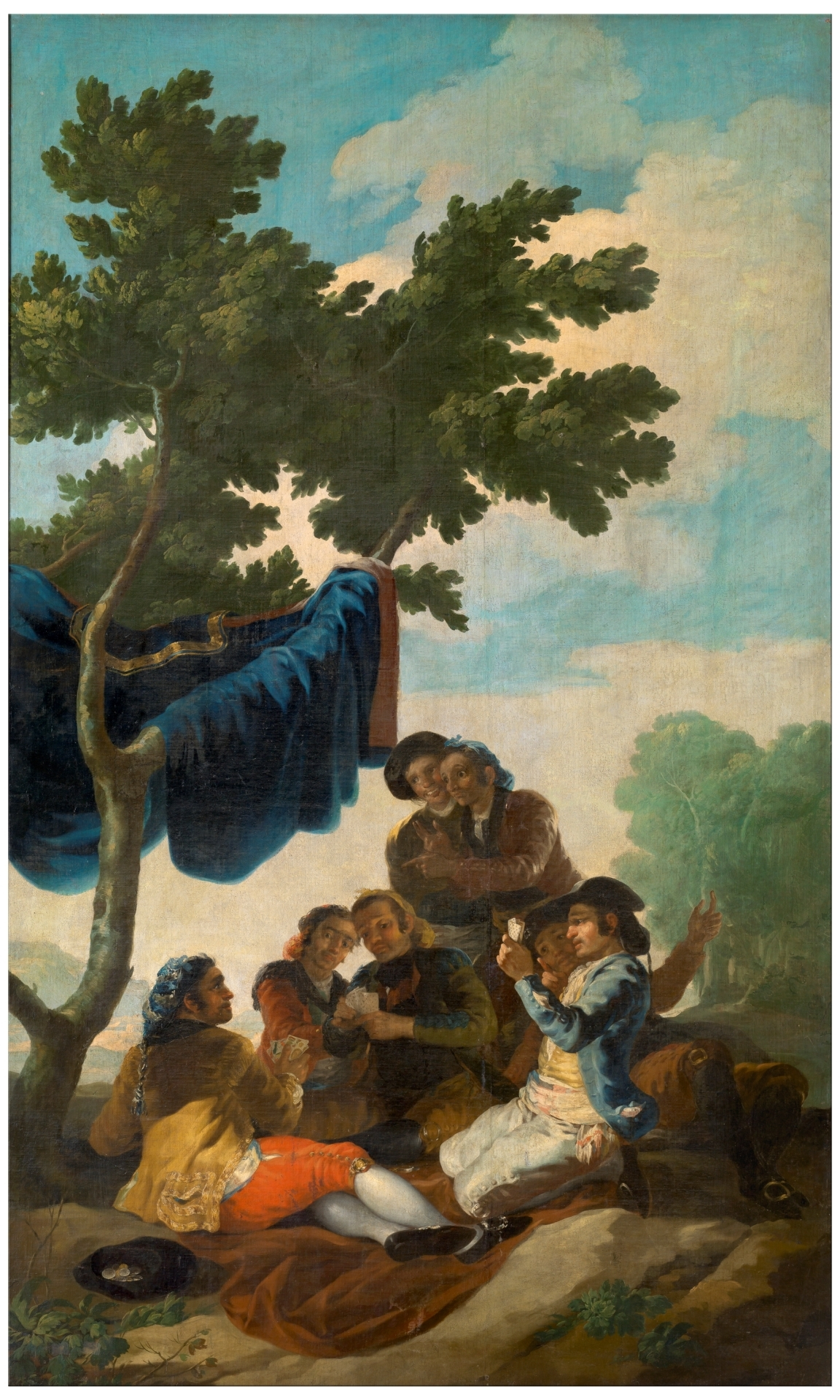
Jugadores de naipes, de Goya, 1777-1778
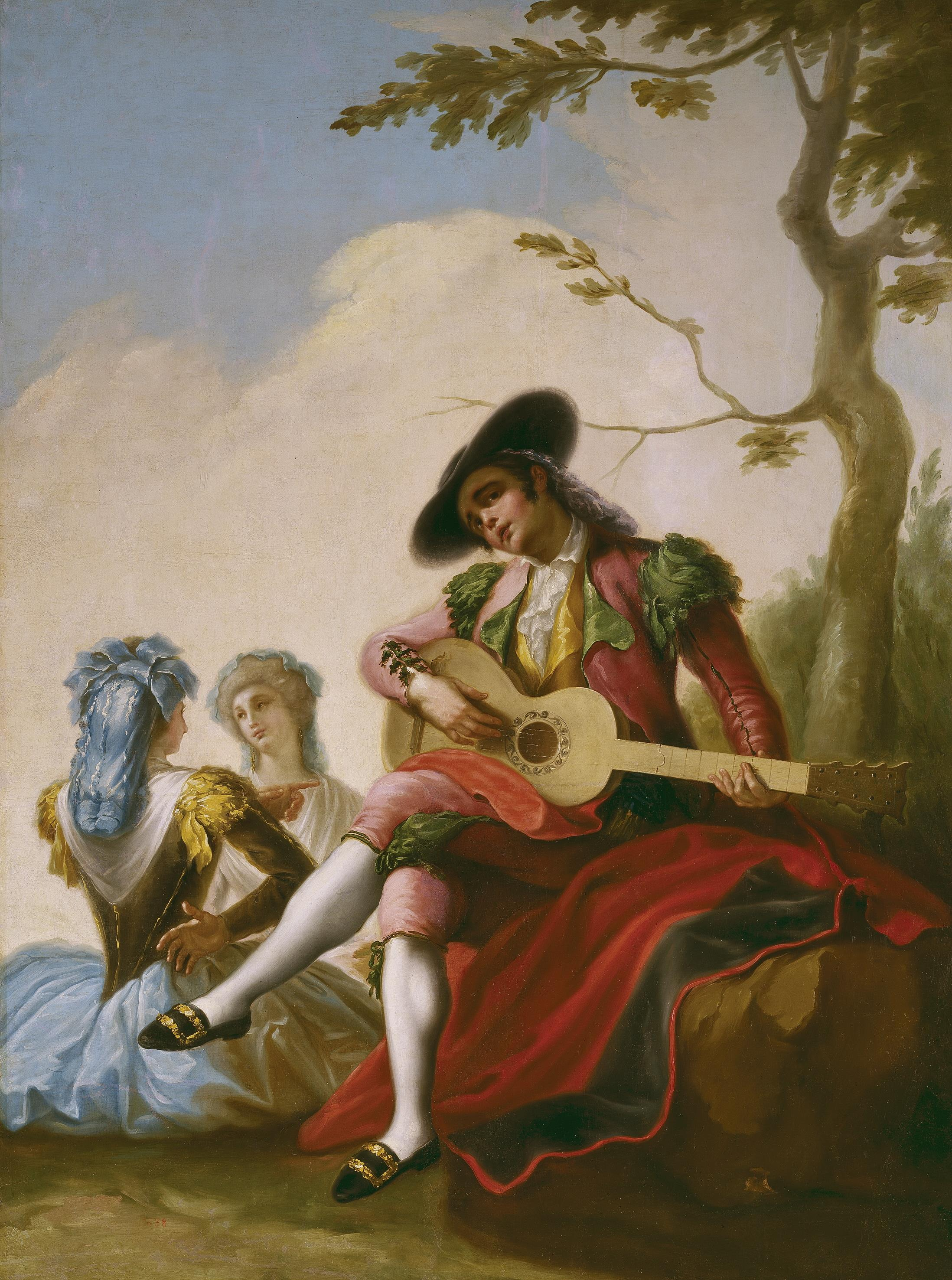
El majo de la guitarra, por Ramón Bayeu, 1786.

### Edad Contemporánea
La extensión de la alfabetización, con grandes diferencias entre países, zonas urbanas y rurales y clases sociales, permitió que la lectura de periódicos y novelas por entregas fuera un entretenimiento muy popular. La numerosa concurrencia que asistía a representaciones de teatro y la ópera las convertía en un lugar propicio para su utilización política: la batalla de Hernani (1830), el boicot al emperador Francisco José y la emperatriz Sissi en la Scala de Milán (1849). Pasear por la naturaleza siempre había sido una actividad de ocio -tópico locus amoenus-, y ascender montañas lo había sido al menos desde Petrarca -ascensión al Mont Ventoux, 1336-; pero el alpinismo y el excursionismo nacen en el siglo XIX como consecuencia de la sociedad industrial. La práctica de "tomar los baños" en balnearios y los baños de mar, a las que se someten las clases altas, comenzaron como una prescripción médica (la práctica romana y árabe de los baños se había restringido mucho en Europa desde la Edad Media) y se convirtieron en costumbres sociales cuyo propósito principal es el entretenimiento.

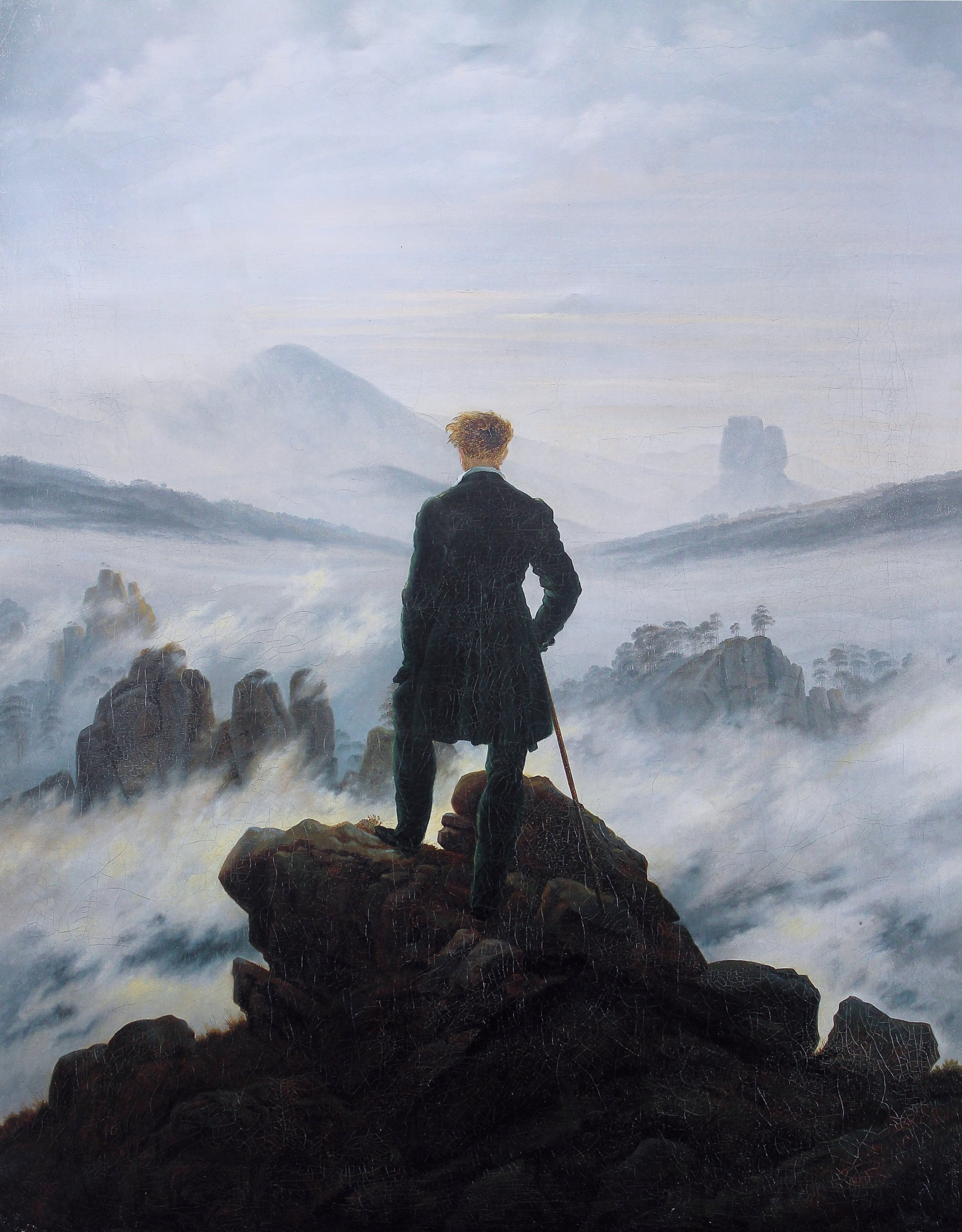
El caminante sobre el mar de nubes, de Caspar David Friedrich, 1818.
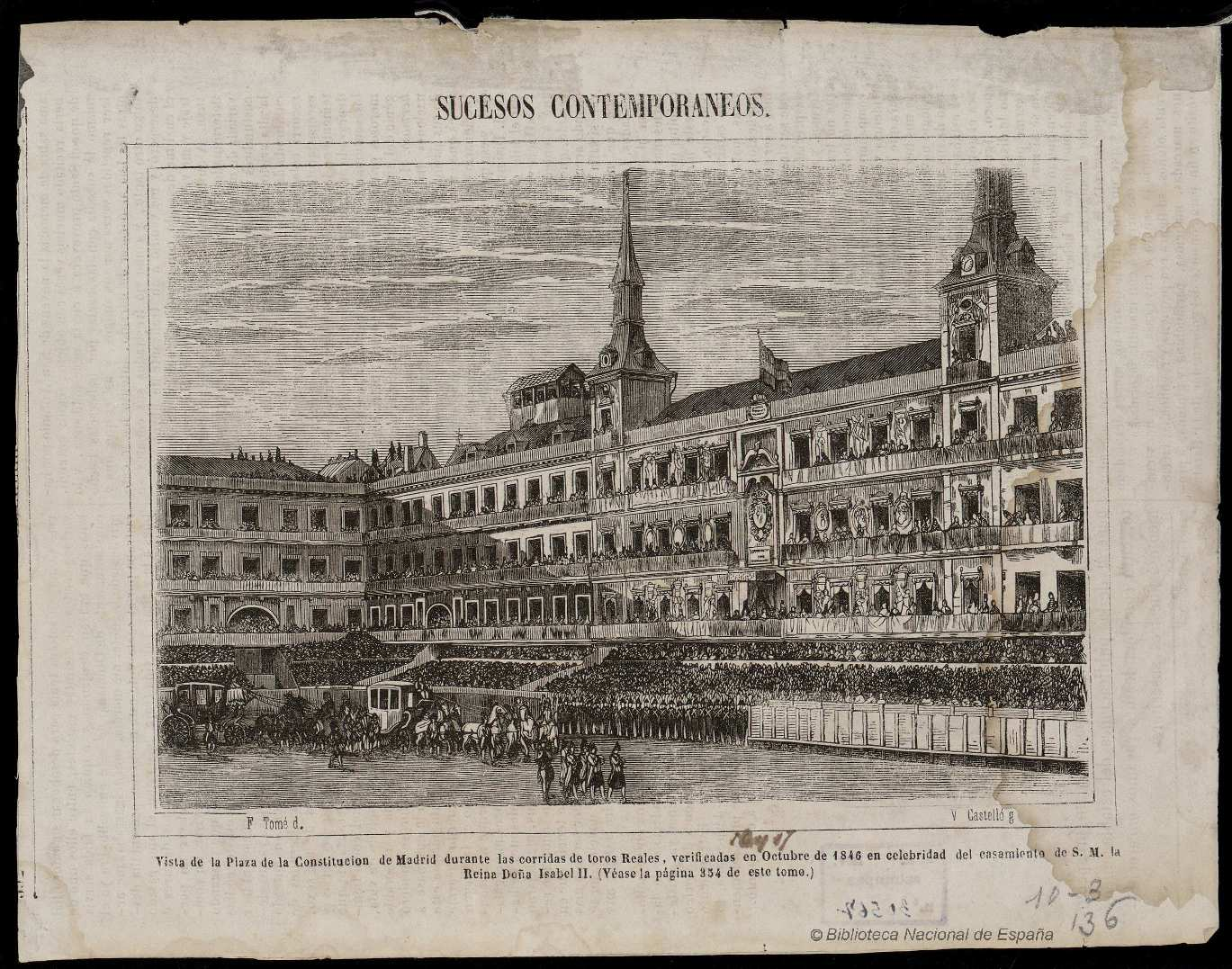
Vista de la Plaza de la Constitución de Madrid durante las corridas de toros reales verificadas en octubre de 1846 en celebridad del casamiento de S. M. la Reina Isabel II.
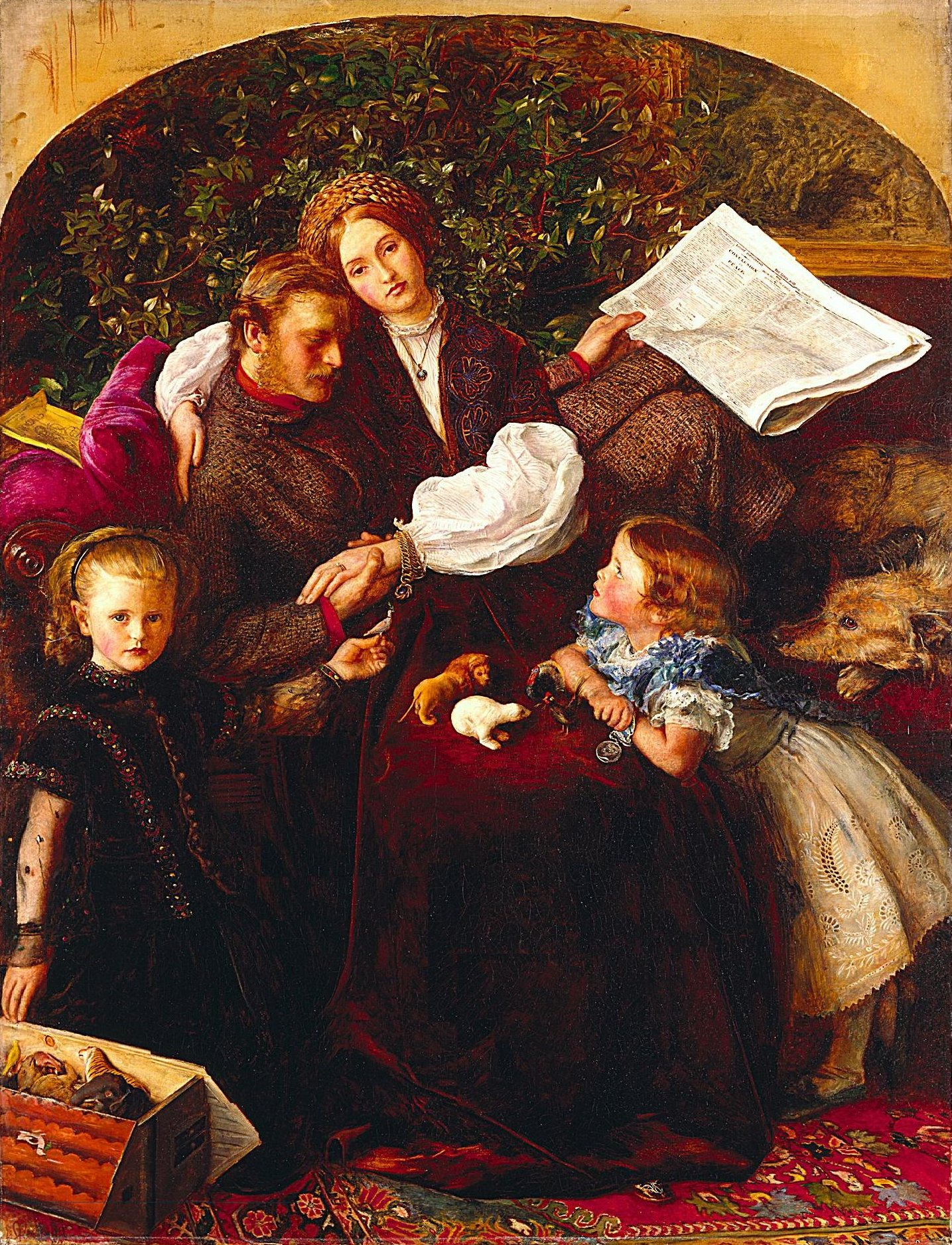
Peace concluded, de John Everett Millais, 1856.
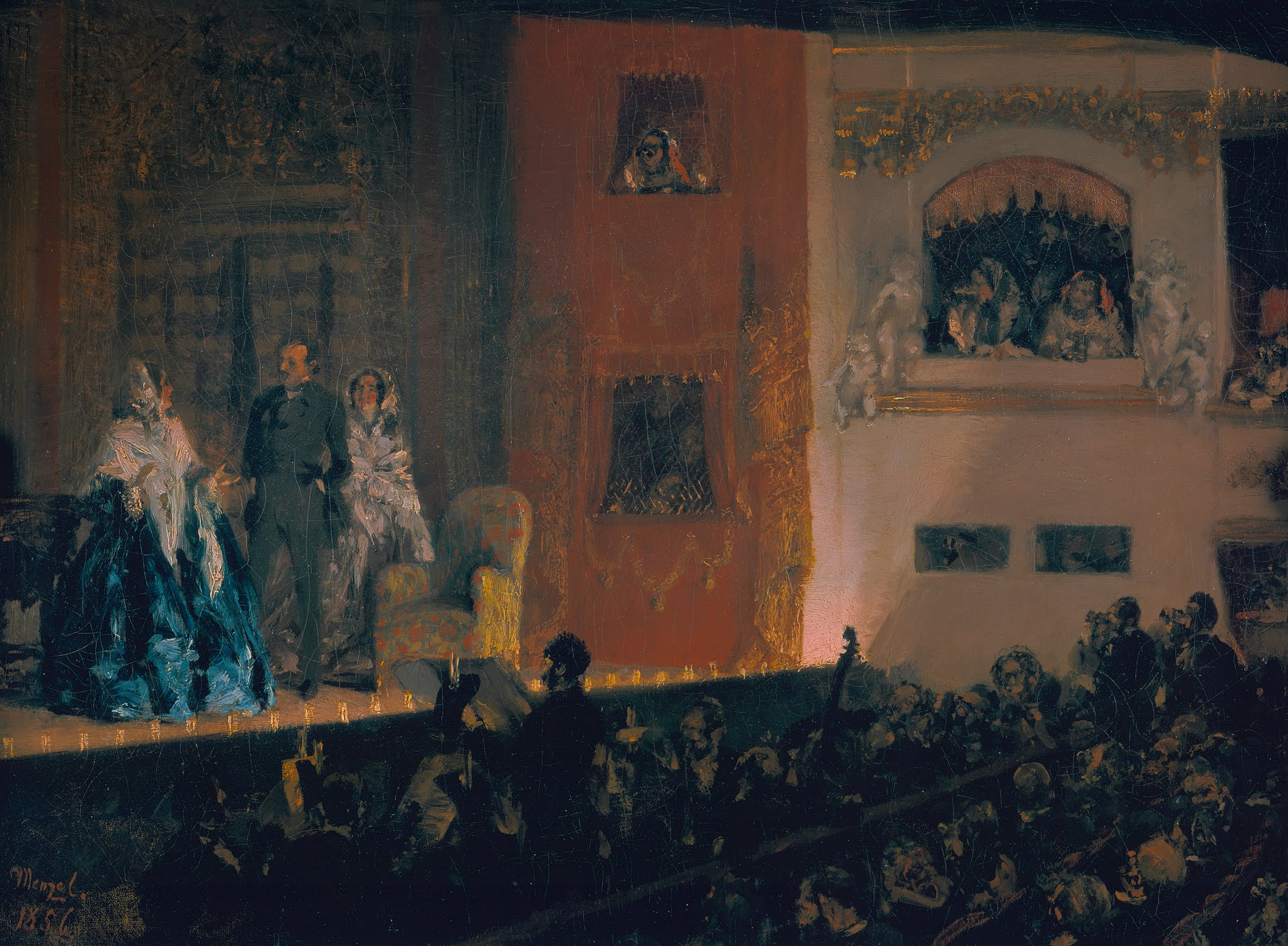
Théâtre du Gymnase en París, Menzel, 1856.
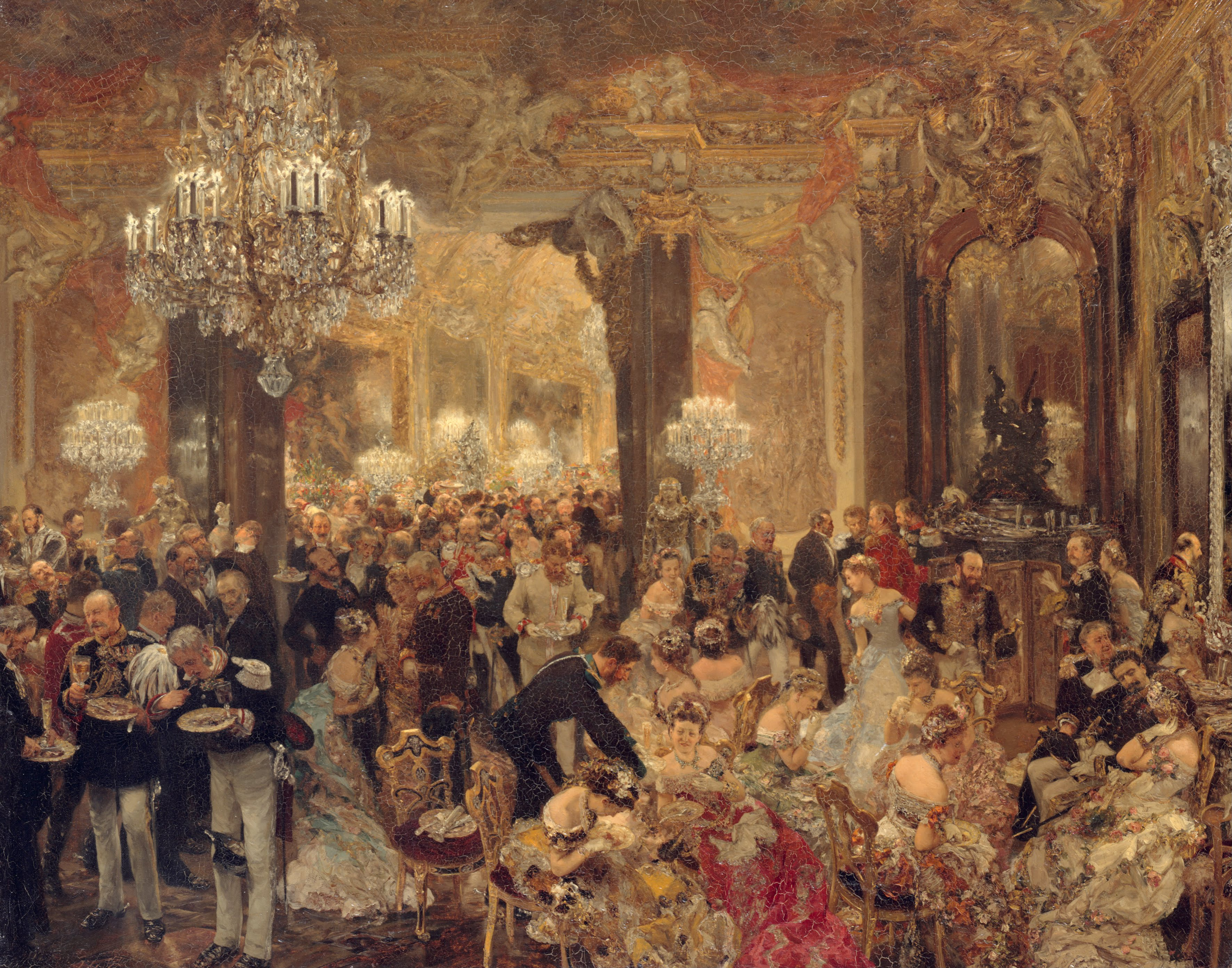
Ballsouper, Menzel, 1878.

La práctica del deporte (sport -de disport, "buscar diversión"-) comenzó a ser una alternativa de ocio a las formas de vida cada vez más sedentarias; mientras que los espectáculos deportivos se convirtieron en convocatorias multitudinarias que se seguían tanto en directo como en sus retransmisiones y en las crónicas periodísticas. La diferenciación entre el deporte amateur y el deporte profesional mantuvo una separación, inicialmente clasista (los ricos se dedicaban al deporte desde la universidad -por ejemplo, las regatas Oxford-Cambridge- y luego en su tiempo de ocio, mientras que los pobres, abocados a largas y agotadoras jornadas de trabajo, no podían hacer lo mismo a no ser que cobraran por dedicarse al deporte como oficio), pero que se mantuvo en los Juegos Olímpicos hasta finales del siglo XX.
Dos innovaciones tecnológicas de finales del siglo XIX, el cine y el automóvil, se difundieron con gran rapidez. El cine se convirtió en el primer gran espectáculo de masas global; posteriormente, lo fueron la radio (desde los años 1920) y la televisión (segunda mitad del siglo XX). Otras innovaciones permitieron nuevas formas de entretenimiento individual y familiar: la reproducción del sonido mediante el fonógrafo y el tocadiscos, y de la imagen mediante la fotografía instantánea (anteriormente la fotografía era esencialmente una actividad profesional). El automóvil de turismo añadía a sus otras funciones ser una opción de entretenimiento en sí mismo. En los países desarrollados, el aumento del nivel de vida y la generalización de las vacaciones (en Francia, dos semanas pagadas desde 1936) fomentó el turismo masivo. Además de los resorts o complejos turísticos y las vacaciones organizadas, el camping y el caravaning (utilización de caravanas o autocaravanas) conocieron un inmediato éxito debido a su autonomía y bajo coste.

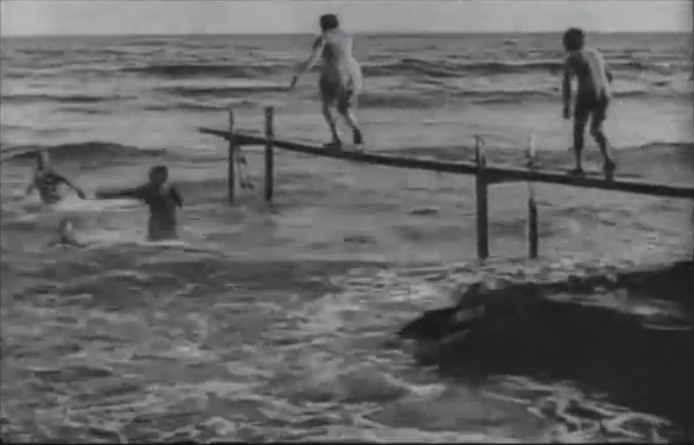
Baignade en mer ("baño de mar"), fotograma de una de las primeras películas presentadas en público por los hermanos Lumiére, 28 de diciembre 1895.
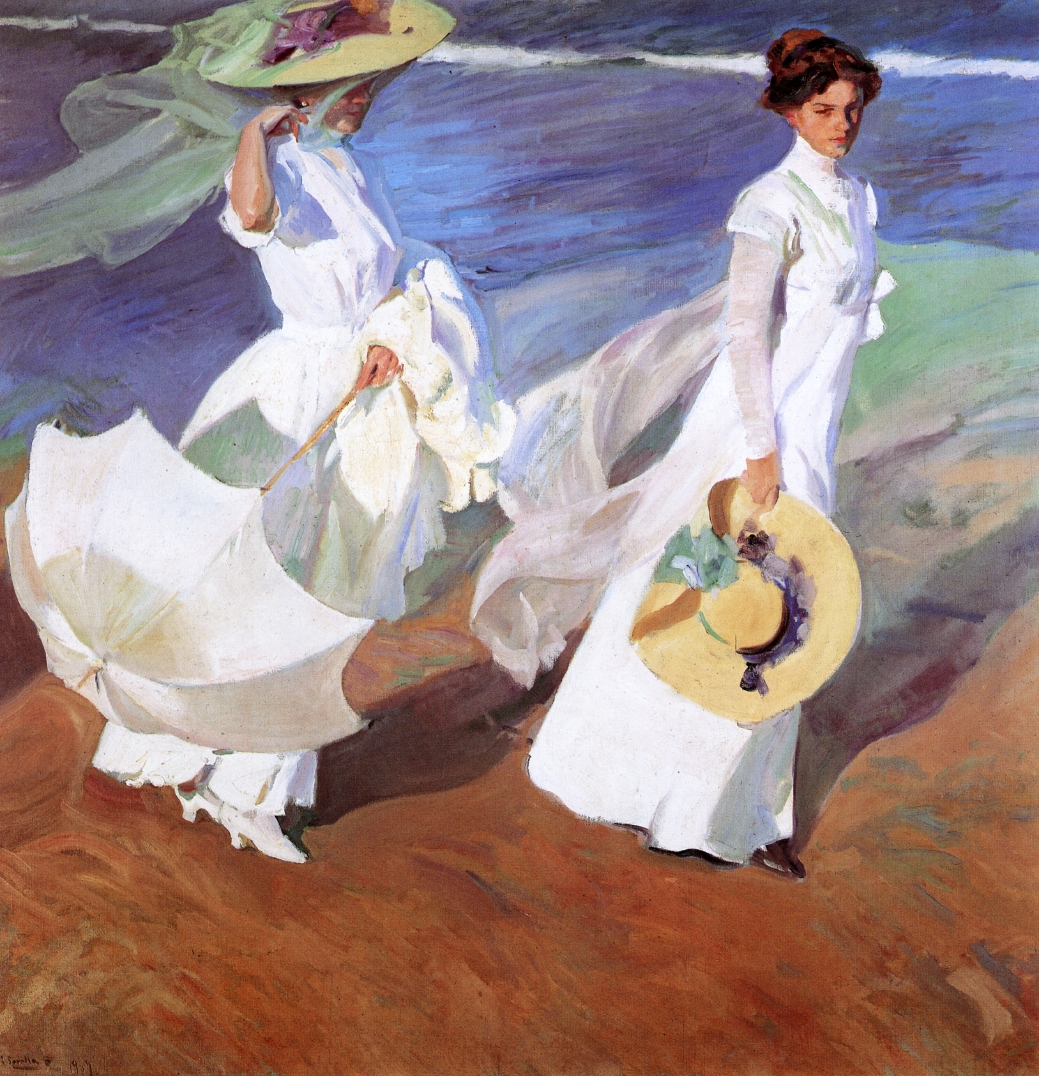
Paseo a orillas del mar, Joaquín Sorolla, 1909.
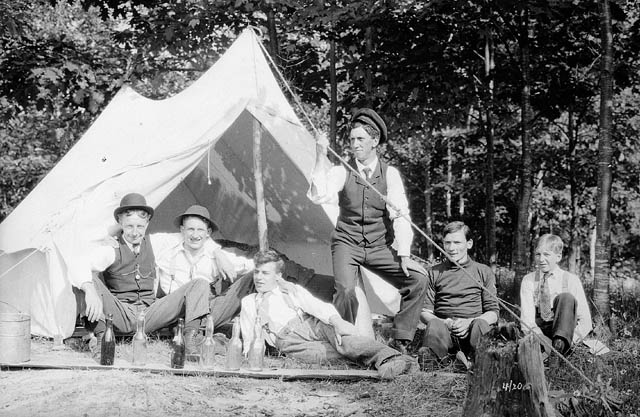
Campistas ante su tienda en Canadá, ca. 1907.
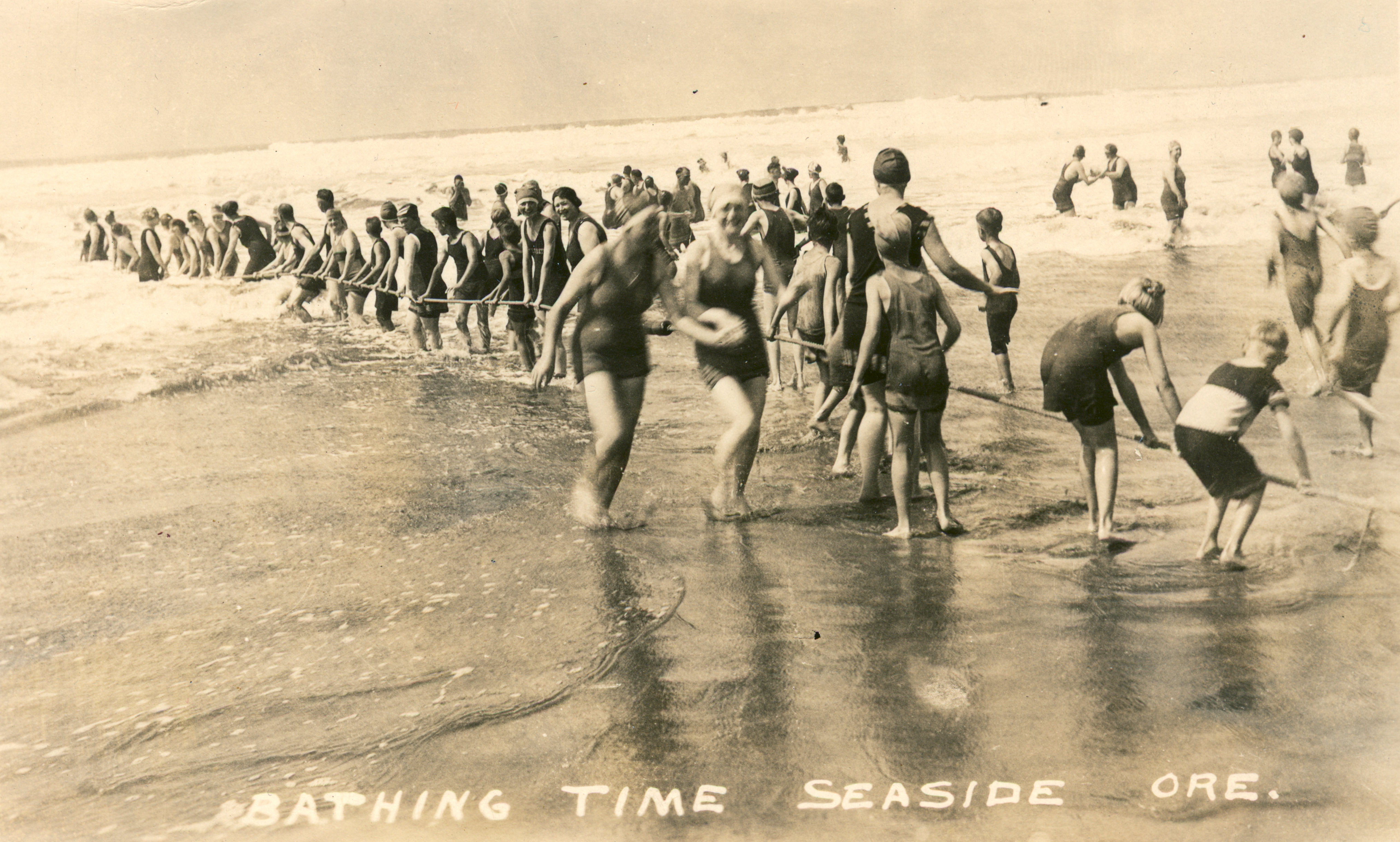
Escena playera en Oregón.
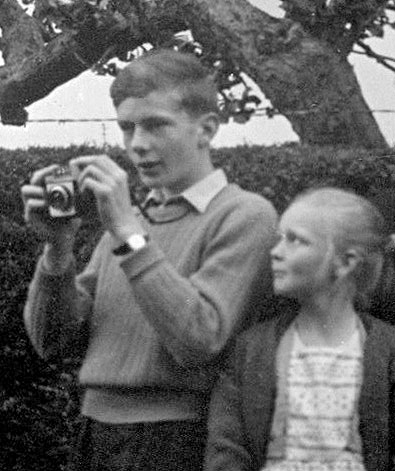
Jóvenes utilizando una cámara Brownie de Kodak.

Durante la Gran Depresión de los años 1930 era muy difícil gastar dinero en entretenimientos para gran parte de la población, aunque pudieran ya hacerlo legalmente en alcohol, tras el fin de la ley seca (1933). Los programas de asistencia pública del New Deal incluyeron la utilización de artistas y entertainers, con espectáculos gratuitos que permitían a muchos evadirse de sus problemas por un rato.
Algunas de las producciones cinematográficas estadounidenses más importantes de la historia, en la madurez del cine sonoro en blanco y negro, son de esta época (Los ángeles del infierno -1930-, El enemigo público y Frankenstein -1931-, Adiós a las armas y Freaks -1932-, King Kong -1933-, Sucedió una noche -1934-, Una noche en la ópera y Ana Karenina -1935-, La carga de la Brigada Ligera -1936-, La diligencia, Lo que el viento se llevó, El mago de Oz -las tres de 1939, las dos últimas, entre las primeras producciones en color), y muchas de ellas son de las consideradas cine de evasión, como los dibujos animados de Walt Disney (Los tres cerditos -1933-, Blancanieves y los siete enanitos -1937-) o el cine musical (las Melodías de Broadway-1929, 1936, 1938, 1940-). Más tarde llegaron las mejores producciones del cine social (Mr. Smith Goes to Washington -1939-, Las uvas de la ira -1940-, Qué verde era mi valle -1941-).
Escuchar la radio fue una forma de entretenimiento gratuito muy extendida, y había emisiones para cada tipo de público. Muy famoso fue en Estados Unidos el programa infantil Little Orphan Annie. Entre los programas de público adulto estaban los noticieros, los programas musicales (Grand Ole Opry; los concursos radiofónicos musicales de la época han sido representada en la película O Brother, Where Art Thou?), el teatro rediofónico  (soap operas), las retransmisiones deportivas y la retransmisión de sermones y programas religiosos. Gran repercusión tuvo la dramatización radiofónica de Orson Welles La Guerra de los Mundos (30 de octubre de 1938).
La dureza de los concursos de baile fue retratada en They Shoot Horses, Don't They?. La difusión de la música y el baile estadounidense en la Alemania nazi, en Rebeldes del swing.

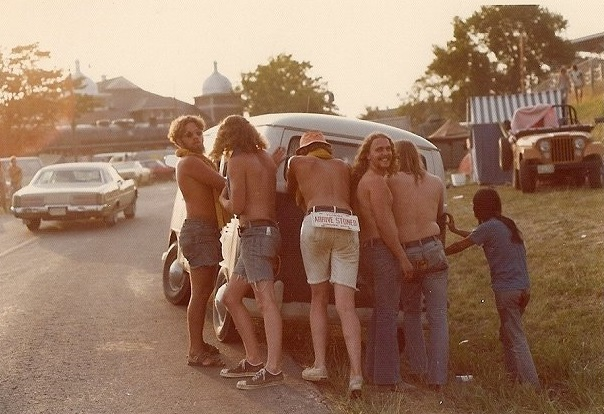
Jóvenes de estética hippie empujando una furgoneta Volkswagen de camino a un festival de música, Estados Unidos, 1974.]]

A partir de la Segunda Guerra Mundial, y sobre todo con la expansión económica de las décadas centrales del siglo XX, se extendió por el mundo occidental la denominada American way of life ("forma de vida de Estados Unidos"), incluidas sus pautas de consumo y entretenimiento, especialmente entre la juventud (movimientos sociales de 1968) y en "ambientes" segmentados por subculturas. A pesar de las diferencias ideológicas, también se extendieron por los países del bloque del Este (comunista, soviético o "del socialismo realmente existente"), sobre todo en el periodo anterior a su crisis final (caída del muro de Berlín, 1989).
La sociedad postindustrial de finales del siglo XX y comienzos del siglo XXI, a la vez que incorpora al entretenimiento las nuevas tecnologías de la información y la comunicación, con destacadas consecuencias en los usos sociales, mantiene o incluso impulsa entretenimientos vinculados a tradiciones más o menos antiguas o reinventadas, que se difunden por todo el mundo como consecuencia de la globalización; lo que también se critica por la trivialización y desvirtuación que supone desvincularlas de sus orígenes religiosos (o cualquier otra circunstancia que constituya su esencia genuina) y por lo que suponen de apropiación cultural.
El fomento de la conectividad, desarrollo de la computación han propiciado un despegue de la informática animando los entretenimientos -hobbies- en internet. Vamos hacia una Web Libre en la que el Know-How juega un papel de competitividad de primer orden y donde mostrar el conocimiento, las experiencias vividas durante todo el Proceso se convierte en una nueva forma de desarrollar el arte de "aprender a enseñar".
Los entretenimientos -hobbies-, trabajos, constituyen afanes que aglutinan personas con intereses comunes, llegando a formar parte formadora y activa de estos individuos a lo largo de sus vidas, florecen casi siempre, en las primeras edades, desarrollándose con un profundo sentido de pertenencia arraigado en el crecimiento y perfeccionamiento de estos individuos.
Hoy por hoy existen infinidad de asociaciones en la web que aglutinan amigos con intereses comunes y que dedican su tiempo libre a diferentes entretenimientos, profesiones y oficios formando parte inseparables de su existencia.

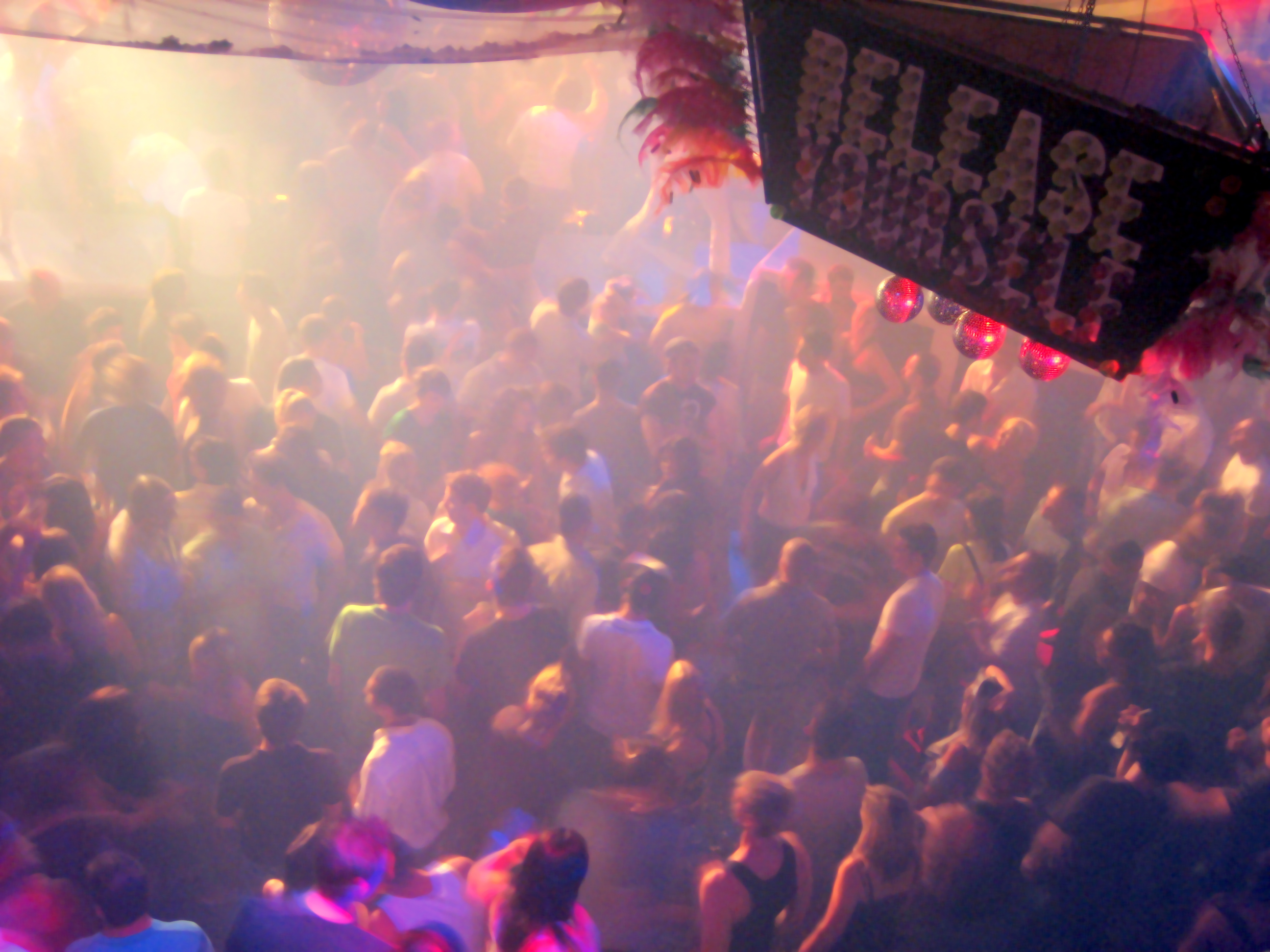
Discoteca Pachá, Ibiza.
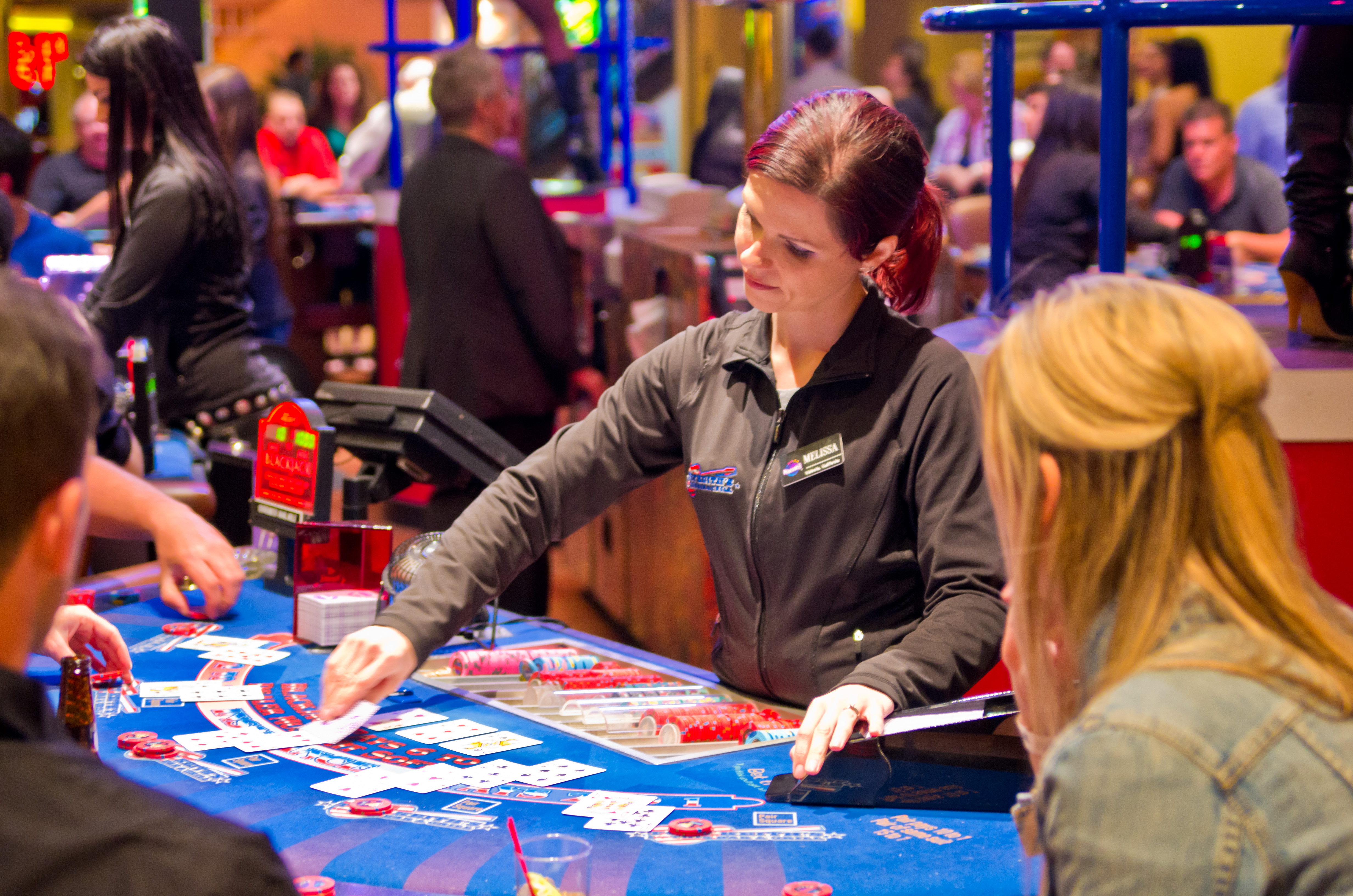
Crupier y jugadores de black jack en un casino de Las Vegas.
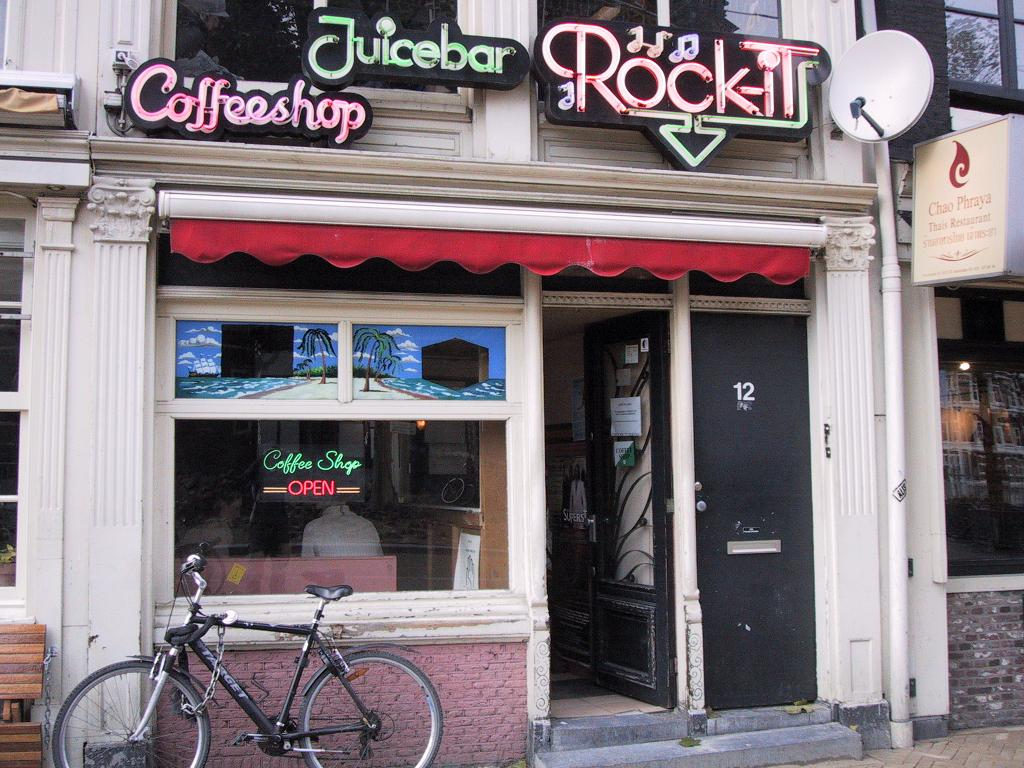
Coffee shop, Ámsterdam (a pesar de la denominación, son locales donde se tolera el consumo de marihuana)
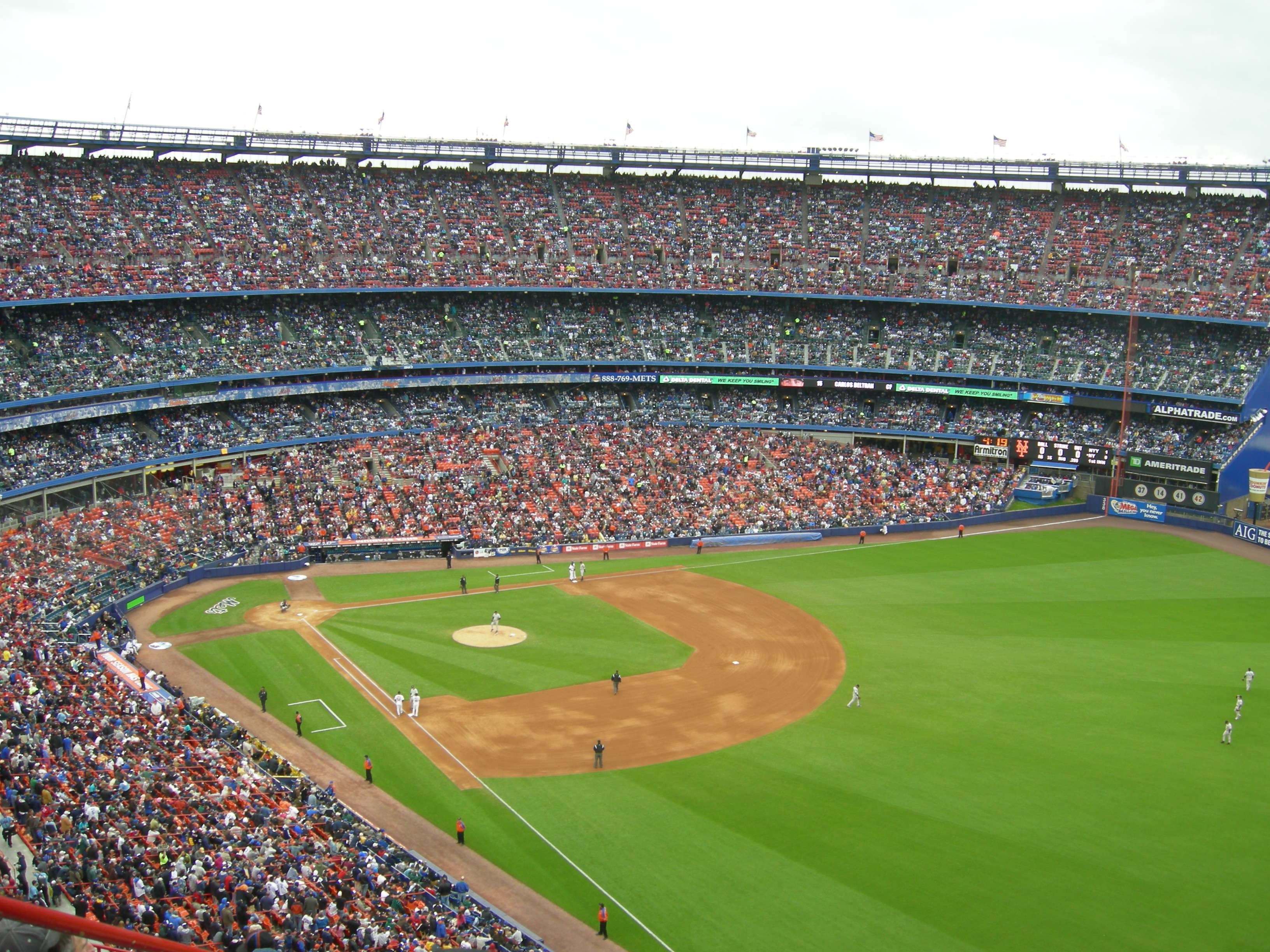
Una multitud presencia un partido de baseball en el Shea Stadium, Nueva York
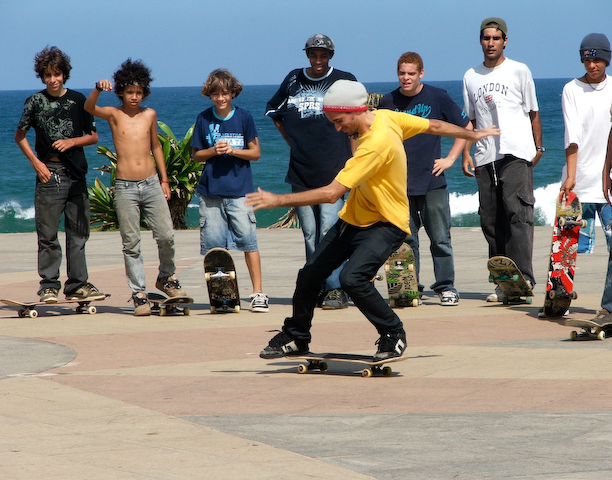
Un grupo de jóvenes se turnan para realizar maniobras de skateboarding y contemplar a los que las realizan.